# ルノー

2021年より使用のマーク

ルノー（Groupe Renault フランス語: [ɡʁup ʁəno]、法律上:  Renault S.A.）は、フランスの多国籍自動車メーカー。イル＝ド＝フランス地域圏オー＝ド＝セーヌ県ブローニュ＝ビヤンクールに本社を置く。
様々な自動車やバンを生産しており、過去にはトラック、トラクター、戦車、バス/コーチ、航空機および航空機エンジン、オートレール車両を製造していた。国際自動車工業連合会による2016年のルノーは生産台数で世界第9位だった。2017年、ルノー・日産・三菱アライアンスの自動車の販売台数で、ドイツのフォルクスワーゲン・グループについで世界第2位となった。
ただし、ルノーが保有していた日産自動車の株式が15%に引き下げられたため親会社ではなくなったが、提携は継続されている。

## ルノー・グループ

### ブランド一覧
- アルピーヌ（1955）
- ダチア（1966）
- ルノー（1898）
- ルノーコリア（1995）

## 概要

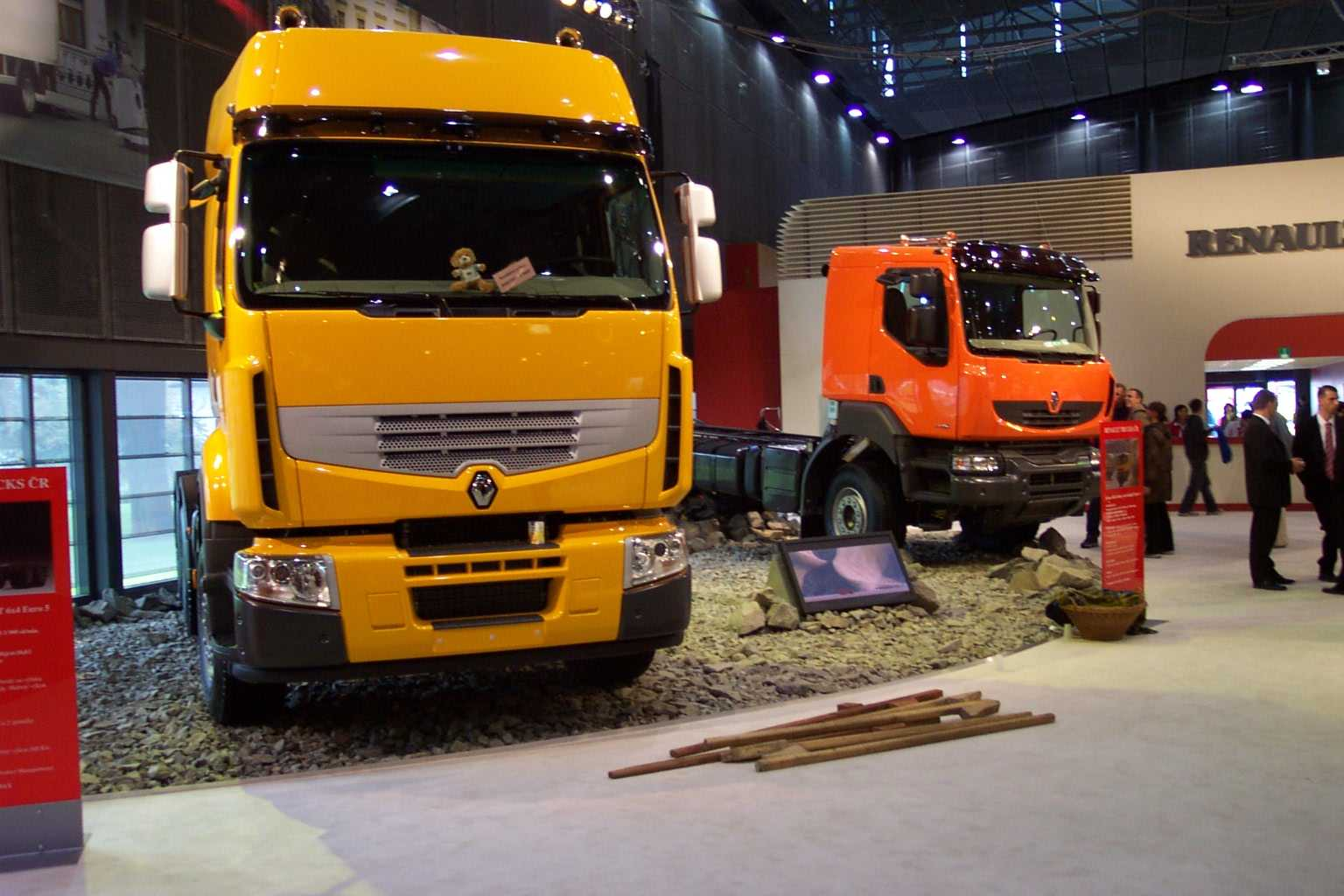
プレミアム・トラクター

1898年にフランス人技術者のルイ・ルノー（Louis Renault、1877年 - 1944年）とその兄弟によって「ルノー・フレール（ルノー兄弟）」社として設立された。ルノーはパリ市からタクシーの大量生産を受注して大量生産に移行する。現在はおもに中小の乗用車や商用車を手がける。過去には商用車専門の子会社のルノーV.Iで大型トラックや軍用車両の生産、第二次世界大戦前は航空機やボートも生産していた。
1945年に国営化。1970年代以降、PSA・プジョーシトロエンと並んでフランスの二大自動車企業の一角を占め、先進的なデザインと優れた安全性能、高品質が高い評価を受け1998年以降2004年まで連続でヨーロッパ第1位の販売台数を維持した。現在でもフランス政府が筆頭株主である。
2011年現在、韓国のルノーサムスン自動車、ルーマニアのダチア、ロシアのアフトヴァースの株式を保有し、これらを傘下に収めている。また日本の日産自動車とお互いの株式を持ち合い名目上は対等の「ルノー・日産自動車・三菱自動車」を構成しているが、日産はフランスの国内法の制限により議決権を行使できなかったため、ルノーが事実上傘下に収めていた（2023年に関係見直しを行い、日産への出資比率を44%から15%に引き下げ、対等な資本関係となった）。
これらの傘下に収めたグループ企業を含めると、2011年度の新車販売台数の実績では、日本のトヨタグループを抜いて、アメリカのGMとドイツのフォルクスワーゲングループに次いで世界第3位の規模の会社となる。また商用車製造社の世界的再編では、商用車専門の子会社のルノーV.Iをボルボに売却する一方、ボルボの株を20%保有し影響力を保持している。

## 歴史

### ヴォワチュレット

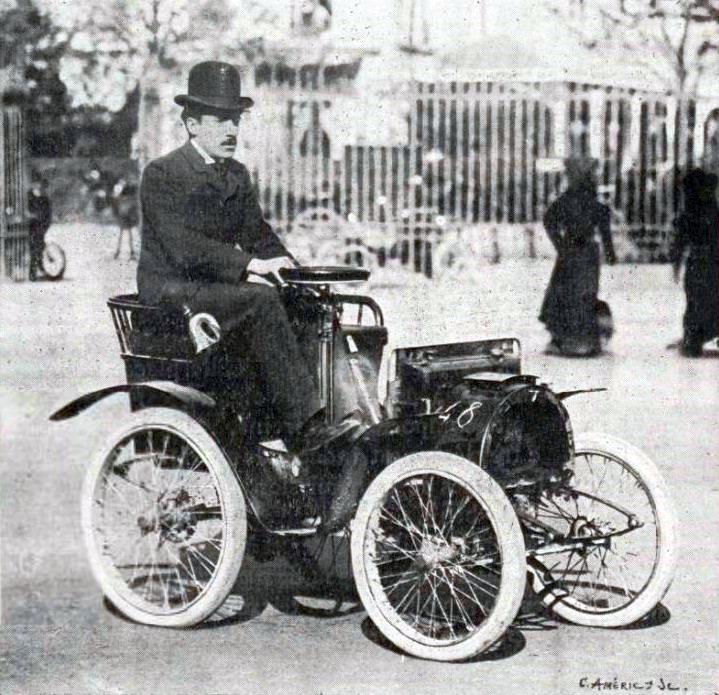
ヴォワチュレットを運転するルイ・ルノー

フランスのパリ郊外に住む若いアマチュア技術者であったルイ・ルノーは、1898年にド・ディオン・ブートン3輪車を4輪式に改造する取り組みの過程で、現在のプロペラシャフト式フロントエンジン・リアドライブ方式（FR）の原型である「ダイレクト・ドライブ・システム」を発明した。この斬新な機構でルイ・ルノーは1899年にフランス特許を取得、ほどなくフランス中の自動車会社に模倣されることとなり、1914年に特許が切れるまでの間に当時の金額で数百万フランを越える莫大な特許料がルノーに転がり込んだ。
1899年にはこの機構を搭載した小型自動車「ヴォワチュレット」（Voiturette ）を市販し、商業的成功を収めたことを受け、ルイは兄のマルセル、フェルナンとともに同年10月に「ルノー・フレール」社（ルノー兄弟社）を設立した。その後は事業規模の拡大に合わせ、1904年にはフランス国内に120店舗の販売代理店網を構えるなど、事業基盤を強固なものにする。先進諸国のモータリゼーションの拡大により、イギリスやドイツ、日本など諸外国への輸出も開始したほか、ロシアに工場を建設するなど急激にその生産台数を伸ばした。

### 生産規模の拡大

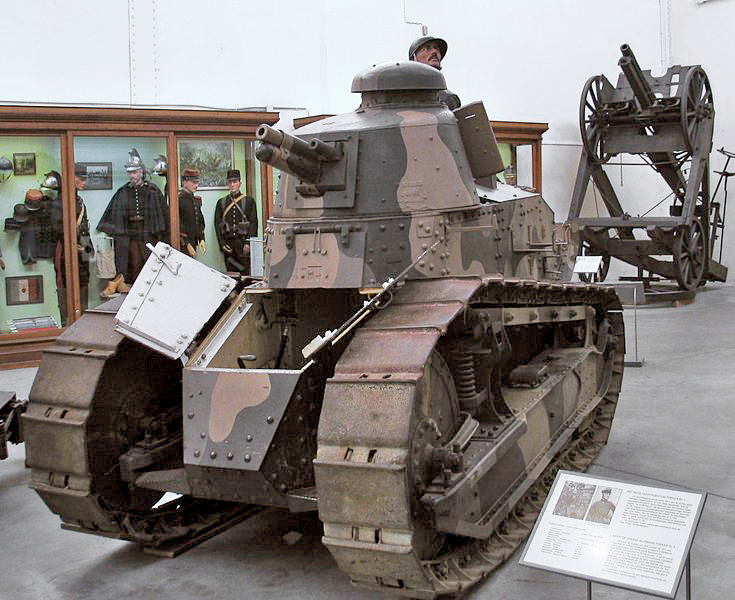
FT-17軽戦車

1900年代以降は、小型車を中心とする量産政策によって生産規模が拡大したことから、先に創業されたプジョーなどを追い抜きフランスで最大の自動車製造会社となった。第一次世界大戦前後にはルノー FT-17 軽戦車などの戦車や装甲車、トラックなどの軍用車両や、飛行機および航空用エンジン、さらには小型船の開発・生産を行うなど、その事業範囲を拡大した。また、このころから日本やオーストリア・ハンガリー帝国、アメリカ合衆国などへ販売代理店を通じて本格的な輸出を開始したほか、ロシア帝国での生産を開始するなど、世界各国へ積極的に進出した。
なお1900年代から1930年代初頭までのルノーは、エンジンの直後にラジエーターを置く独特の方式をとっており、前頭部に他社のような垂直のフロントグリルがない、変わった形態が特徴であった。これはウォーターポンプによる冷却水の強制循環機構に信頼を持てなかったルイ・ルノーが、温度差を利用する古典的なサーモ・サイフォン式（対流式）に長くこだわってラジエーター位置を制約した結果で、冷却機構の直接のトラブルは少なかったが、客室内に熱が多く伝わり、また、冷却水量も多く要するなど、効率面では決して有利な手法ではなかった。1930年代末期に至るまで、ルノー車の多くはサーモ・サイフォン式冷却機構で生産され続け、また動弁機構もほとんど一貫して効率の悪いサイドバルブ式のままだった。

### マルヌのタクシー
パリの辻馬車会社は、フランスにおける自動車の普及を見て1905年からいち早く自動車化（タクシー）へのシフトを開始した。ルノーが1905年当時生産していた最小モデルの2気筒1060cc車「8CV」がタクシー用車種に選定され、のべ1,500台に達するオーダーが入った。これにより、1900年代後期には小型のルノー・タクシー多数がパリ市街を往来するようになった。
第一次世界大戦が勃発してから間もない1914年9月初旬、ドイツ陸軍はフランス領内に侵攻し、パリにほど近いマルヌ川まで到達した。ここでドイツ軍を止めようとするフランス陸軍との間で「マルヌ会戦」と呼ばれる凄絶な激戦が展開されたが、防衛するフランス側は当初形勢不利であった。鉄道輸送だけでは前線への兵士の増援が足りなかった。
パリ軍事総督として首都防衛にあたっていたジョゼフ・ガリエニ将軍は、ここでかつてない奇策を打ち出した。パリ市内を走るタクシーを緊急に大量チャーターし、兵員輸送に充てることにしたのである。動員に応じ、600台ものルノー・タクシーがドライバーとともに集結した。9月7日深夜、完全武装のフランス軍兵士5名ずつを載せ、ヘッドライトを消したタクシーの車列がパリ - マルヌ間を2往復した。結果、一夜にして6,000人の兵士がフランス側前線に増援され、ドイツ軍の猛攻は食い止められた。
この「ルノーのタクシーの働きでパリが守られた」という逸話によって、その後パリを走るルノーのタクシーは「マルヌのタクシー」（Taxi de la Marne ）と呼ばれることになった。自動車の軍事的重要性を世に知らしめたエピソードのひとつである。

### 両大戦の狭間

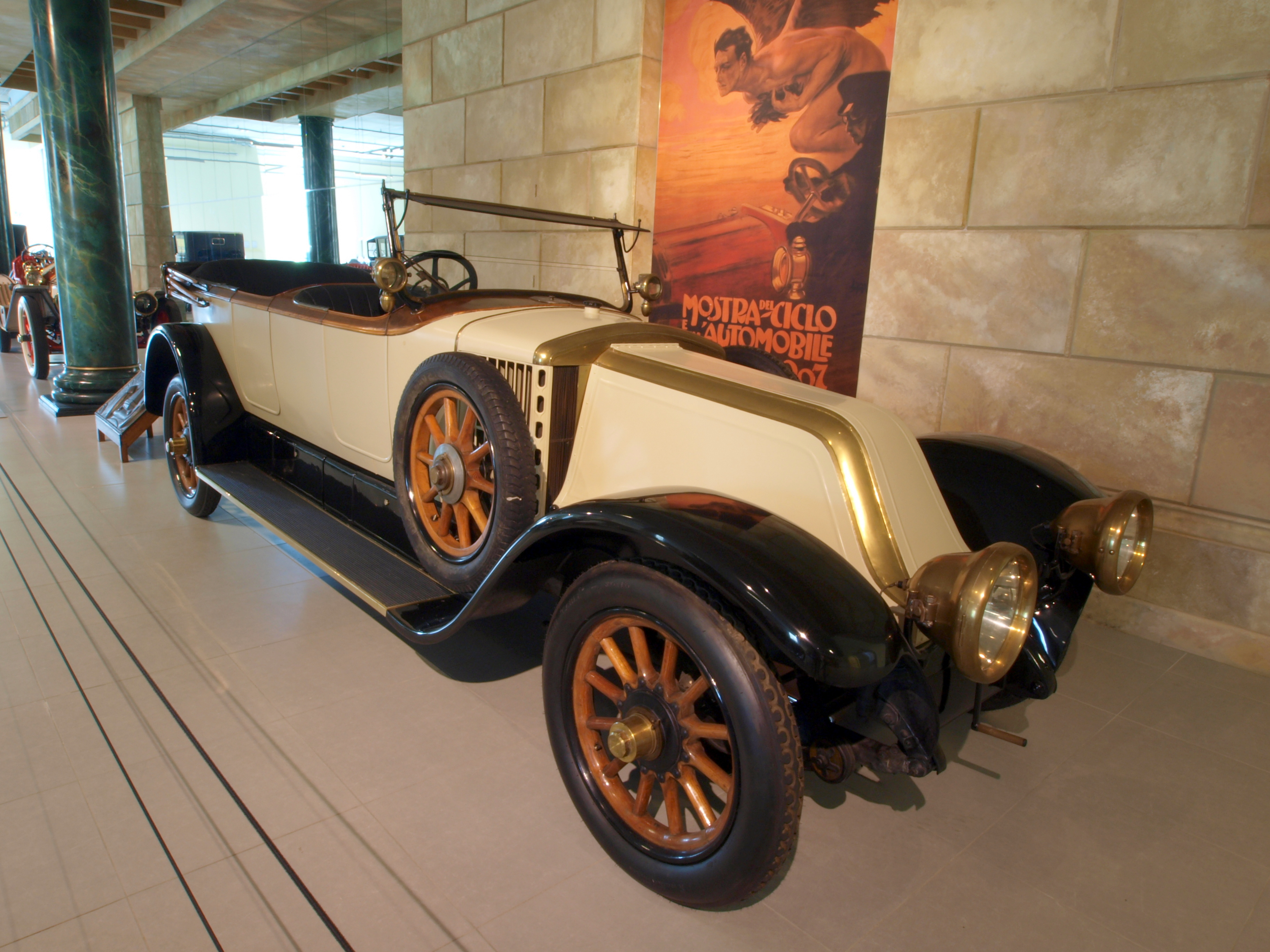
40CV（1922年）。巨大な9.1Lエンジンの力に任せ、大統領公用車から速度記録試験車まで様々な用途に用いられた。大排気量エンジンの冷却をサーモ・サイフォン式ラジエータで行うため、ラジエータ部分が巨大である。

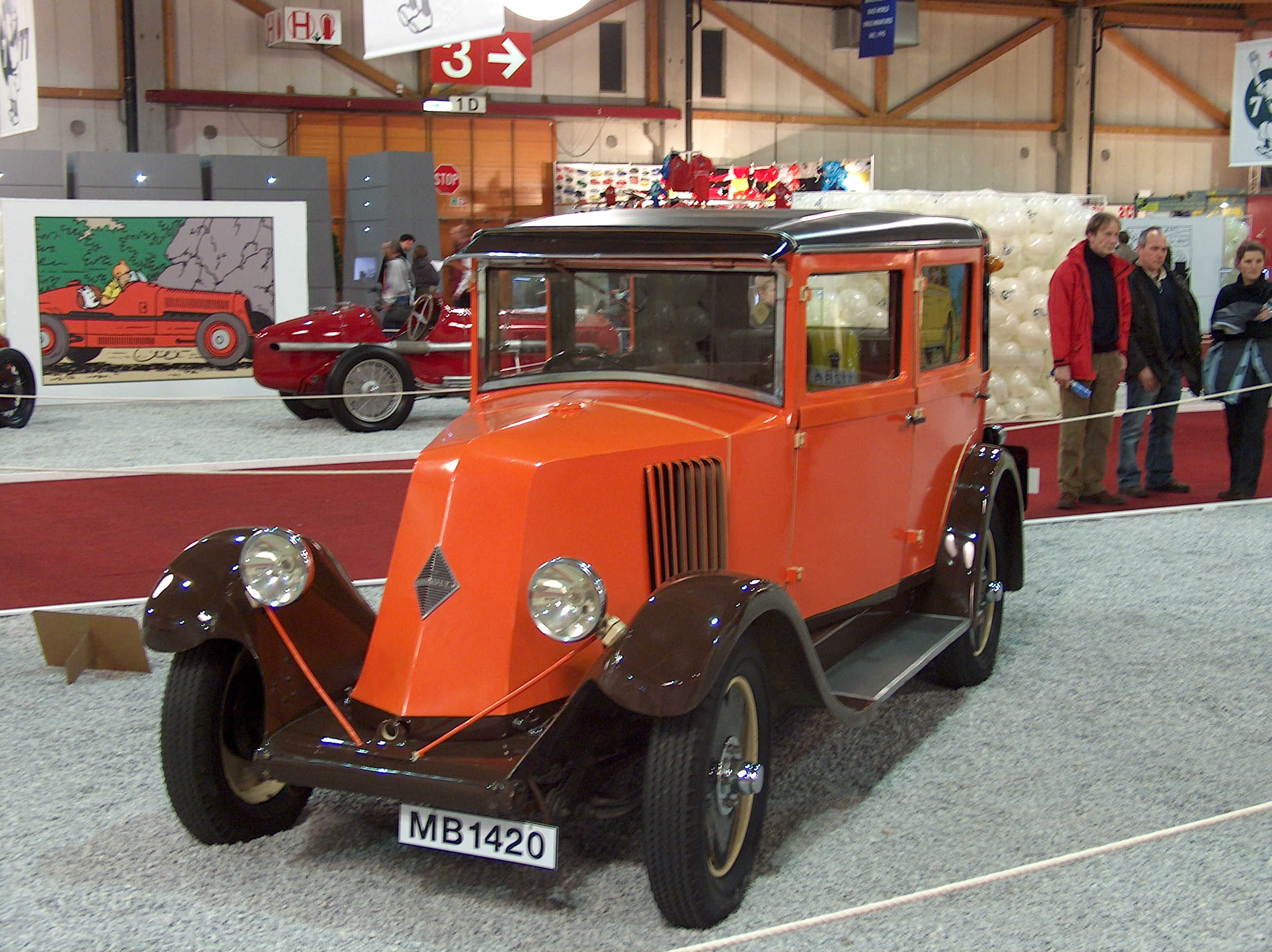
NN（1926年）。1922年から販売された、ルノー・6CVシリーズの1つ。このシリーズは、プジョーのタイプ161「クアドリレット」などと共に、大衆車の決定版となった。

第一次世界大戦の終戦後にはルノーをめぐる情勢にも変化が生じる。戦闘用車両や武器生産という特需がなくなったうえ、イギリスやドイツなどからの輸入車の増加によりフランス国内の販売競争が急激に激化した。また競合メーカーのプジョーや後発メーカーのシトロエンなどが、生産車種を減らして量産効果を追求する手法で急速に追い上げをかけてきたのに対し、ルノーは世界恐慌下の厳しい経済事情にあっても、4気筒小型大衆車から巨大な8気筒高級車に至るまでの多様なボディバリエーションを伴う多車種少量生産を継続し、1930年代にはその地位をフランス第3位に後退させた。
さらに老年に達したルイ・ルノーは保守的な設計思想に傾くようになり、1920年代末期に至っても第一次大戦直前レベルから大差のない、古典化したレイアウトの低効率なモデルがラインナップの多数を占めた。機械式ブレーキサーボだけは早くから導入したが、当時導入が急速に進んだ独立懸架も油圧ブレーキも、ルノーへの導入は競合他社に比べて大きく遅れた。製品の品質こそ優れていたものの、業界をリードする製品を作るメーカーではなくなっていた。
それでも老舗メーカーとしての信用は厚く、高級車分野では当時フランスに多数存在した高級車専門メーカーにも劣らぬステータスを誇った。6気筒9.1Lの「40CV」（原型は1913年発表で7.5L、1919年型で排気量拡大）とその後継車である8気筒7.1L「レナステラ」（1928年）、8気筒5.5L「ネルヴァステラ」（1934年）といった巨大な高級モデルは、フランスの大統領専用車として1910年代から1930年代に一貫して用いられた。ラジエーターもようやく1930年前後からノーズ最先端配置となり（しかし相変わらずポンプなしのサーモ・サイフォン式であった）、ブレーキサーボの装備も行われた。
ルノーにようやくモダンな設計手法が取り入れられたのは1937年発表の1,000cc級小型大衆車「ジュヴァキャトル」で、モノコック構造とウィッシュボーン式の前輪独立懸架を採用、全体的には1935年に発表されたドイツのオペル・オリンピアの亜流ともいうべきコンセプトではあったが、1939年までに3万台近くを売り上げるヒットとなった。しかし、その先進性が他のモデルに波及する以前に、ルノー社は危機的事態を迎える。

### 第二次世界大戦

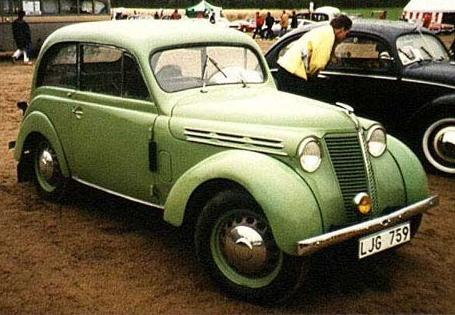
ジュヴァキャトル（1937年 - 1960年）

1939年9月1日に勃発した第二次世界大戦において、戦争への準備がほとんど整っていなかったフランスは緒戦から敗北に次ぐ敗北を重ねた。1940年6月にはドイツ国防軍がパリを占領し、まもなくフランス全土はドイツの占領下に入ってしまう。この事態を受け、ルイ・ルノーは工場と従業員を守るために、やむなくドイツの占領軍とその傀儡政権・ヴィシー政権に協力することになった。しかしその結果、ルイ・ルノーは1944年の連合国軍によるフランス解放後に対独協力者として逮捕され、同年10月、失意のうちに獄中で病死した。一説には対独協力者として憎まれ、獄中で虐待・暴行を受けた結果の死とも伝わる。
なお、大戦中の1942年から1943年にかけて主力工場のひとつであるビヤンクール工場がアメリカ・イギリス両軍の爆撃を受けて深刻な被害を受けたほか、戦争によるインフラストラクチャーの破壊により、生産設備や販売網が壊滅的な打撃を受けている。

### 国営化
第二次世界大戦中に創業者の死と生産設備の破壊という苦難に陥ったルノーは、大戦終結後の1945年に、大戦中の亡命政権・自由フランスの指導者で、新たにフランスの指導者となったシャルル・ド・ゴール将軍（のちの大統領）の行政命令により国営化のうえ、「ルノー公団（Regie Nationale des Usines Renault ）」に改組され、エンジニア出身のピエール・ルフォシュー総裁の指揮のもとで戦禍により破壊された生産設備や販売網の復興を進めると同時に、戦前から行われていた新型車の開発を続行することとなる。

### 4CVの成功

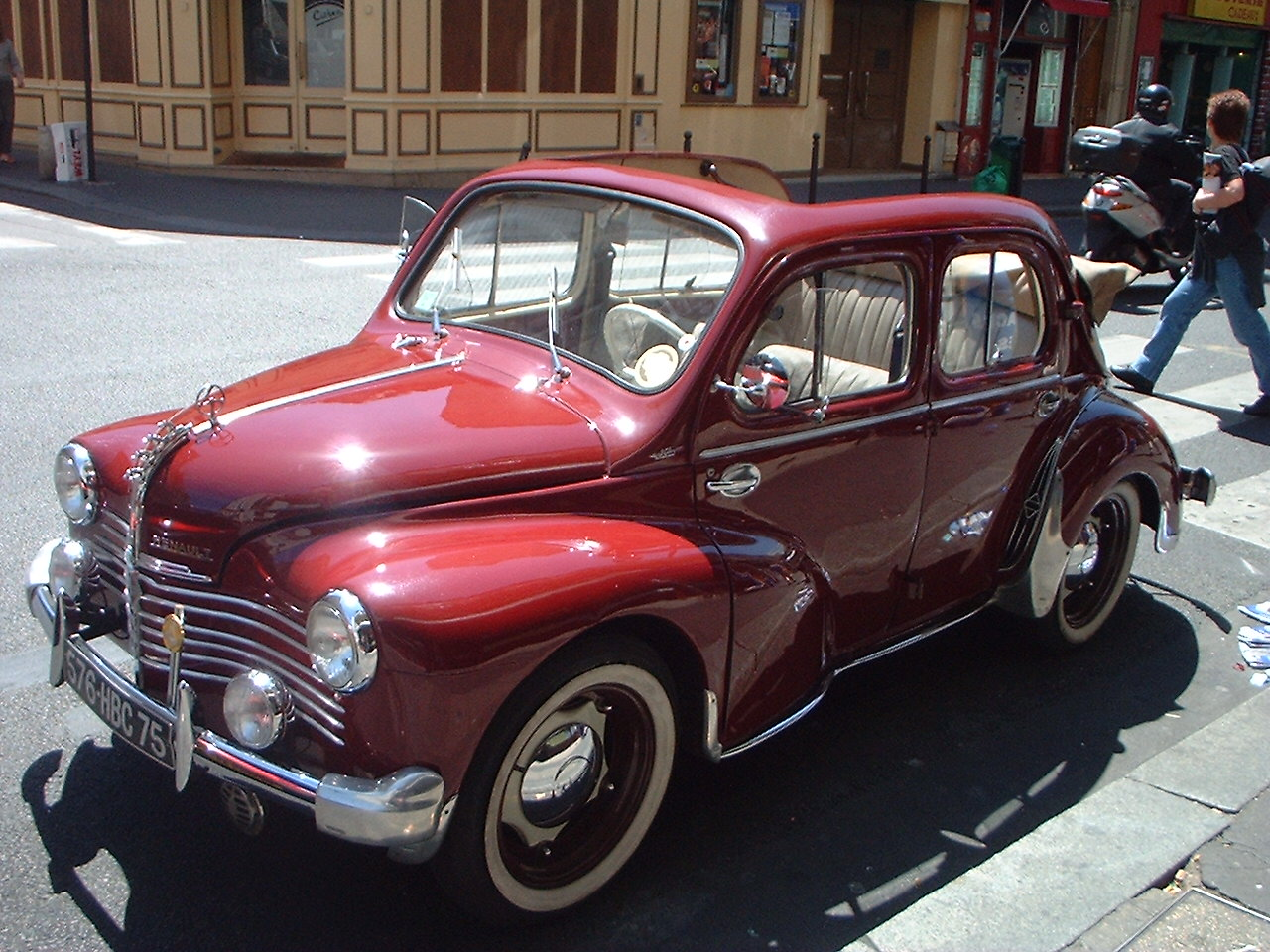
4CV（1946年 - 1961年）

フランスは戦勝国となったものの、連合軍の度重なる空襲を受け各地の工場施設が破壊されていただけでなく、工場を稼動させるためのインフラの整備や資材の調達にも事欠く状況であったが、従業員の士気は高く、終戦後わずか1年しか経っていない1946年のパリサロンで、フェルナン・ピカール技師が戦時中から開発を進めていた小型車「4CV」を発表し、翌年から発売した。
4CVは廉価かつ経済的であったうえ、当時としては優れた走行性能を備えていたことから、大衆ユーザーの広範な支持を受けた。戦後のヨーロッパにおいてベストセラーとなったほか、アメリカでも多くが販売された。その結果、1961年までの間に110万5,547台が生産され、フランスで初めて100万台を超えて生産された車種になった。日本でも日野自動車が1953年から「日野ルノー」の名でライセンス生産し、その多くがタクシーとして使用されたことから、一躍日本中にルノーの名が広まった。
また、ミニマムな小型車でありながらル・マン24時間レースやミッレミリアなどの国際レースでも活躍するなど、4CVは第二次世界大戦後のルノー復興の立役者となった。

### 小型車

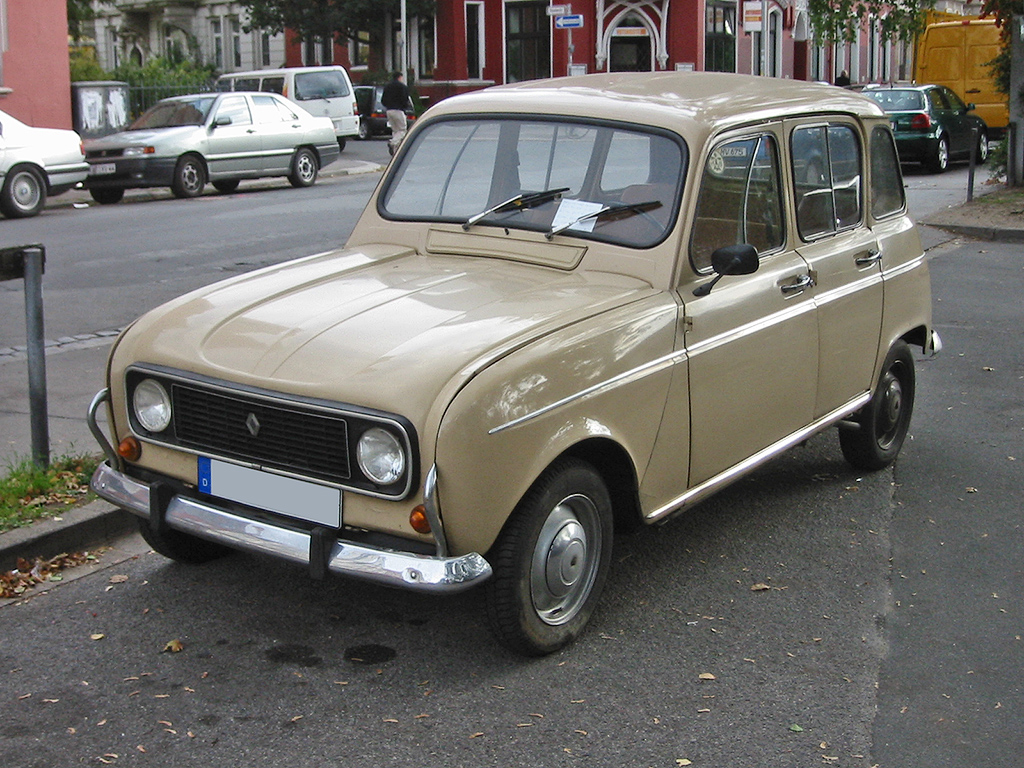
4（1961年 - 1993年）

第二次世界大戦後の復興期における「4CV」の大ヒット以後、ルノーは特に小型車の分野において実績を上げた。1955年2月に死去したピエール・ルフォシュー総裁の後を継いだピエール・ドレフュス総裁指揮のもと、「4CV」の系譜を引く「5CVドーフィン」や「8」などのリアエンジン小型車に続いて1960年代以降は「4」や「6」などの前輪駆動（FF）方式の小型車を多数送り出した。特に「4」の大ヒットは、当時行ったアメリカ進出の失敗により苦境に陥った経営を助けることになった。
他にも「カラベル」や「フロリド」などのスポーツタイプの車種にバリエーションを広げたほか、1966年のヨーロッパ・カー・オブ・ザ・イヤーを受賞した「16」や、「12」などの比較的収益性の高い中型車もヒットさせ、これらの相次ぐヒットによりヨーロッパ有数の自動車メーカーとしての地位を不動のものとした。

### 先進技術の導入

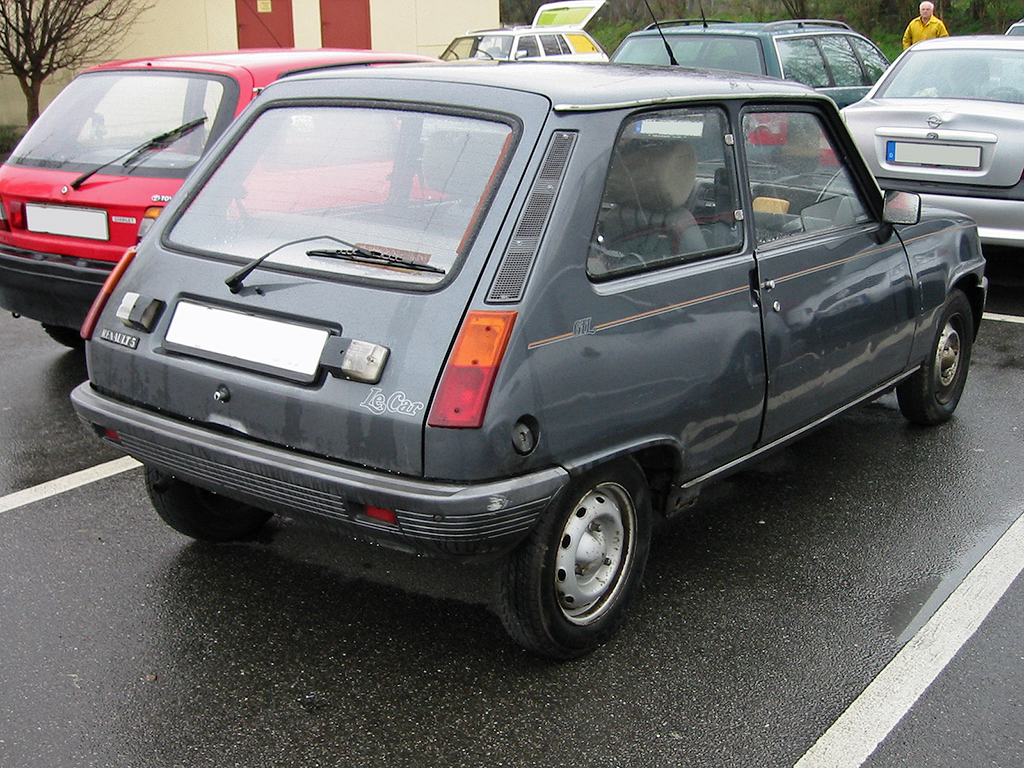
5（1972年 - 1984年）

フランスの多くの自動車会社の例に漏れず、ルノーも古くから技術的、デザイン的なチャレンジに対して積極的である。1962年に発表されたリアエンジンの小型車「8」には、大量生産車として世界初の4輪ディスク・ブレーキを採用するなど、当時の最新技術を惜しげなく導入し高い評価を受けた。その後1965年に発売された「16」は、世界初のハッチバックスタイルを持つ中型車としてヨーロッパ中でヒットし、1979年までの長きにわたり生産された。
1972年に発売されたFF駆動方式のハッチバック小型車である「5」とその後継の「シュペール5」（1985年発売）は、その先進的なデザインと高い実用性、経済性が広く受け入れられて、ヨーロッパだけでなく世界中で大ベストセラーとなった。またこのモデルは量産市販車としてはもっとも早い時期に樹脂製の前後バンパーを採用している。
1982年にはフエゴに世界で初めて赤外線リモコン操作による施錠装置（キーレスエントリー）を採用している。これは、当時のルノー車はドア用とイグニッション用の2種類のキーを使用しなければならなかったため、その不便を解消する目的で開発されたものである（同時期に、同様の目的でフォード/リンカーンの一部車種にもキーレスエントリーが採用されている。ただし、こちらは運転席ドアハンドル付近にあるキーパッドに暗証番号を入力する方式である）。

### 「モノスペース・コンセプト」

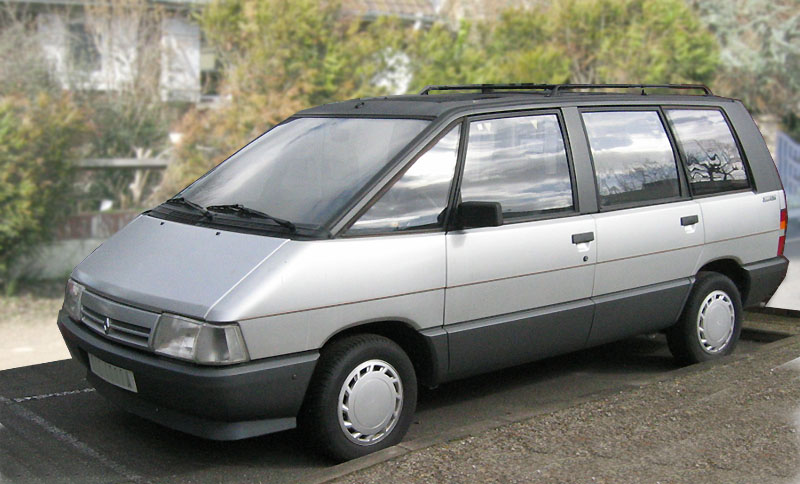
エスパス（初代、1984年 - 1992年）

また、1984年に発売された、ヨーロッパの自動車メーカーとしては最初の本格的ミニバン「エスパス」は、その未来的で斬新なデザインと実用的で広々とした室内スペース、高い経済性がフランスやイギリス、西ドイツをはじめとするヨーロッパの消費者に受け入れられて大ヒットモデルとなった。
エスパスがヒットしたことでヨーロッパ中でミニバンブームを巻き起こし、ヨーロッパの多くの自動車メーカーがそのコンセプト（ルノーでは「モノスパッセ・コンセプト」と呼んでいる）を模倣することとなった。なお、その後もルノーはエスパスの後継モデルをヒットさせているほか、セニックなどのミニバンのヒット作を出している。

### アメリカン・モーターズ買収

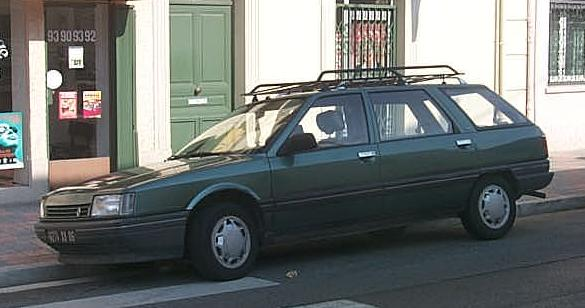
21 "ネヴァダ"（1986年 - 1994年）

1979年には、スケールメリットとアメリカ市場への本格的進出を狙い、1960年代初頭から提携関係にあったアメリカ第4位の自動車会社、アメリカン・モーターズ（AMC）を買収し、「5」（アメリカ仕様は「ル・カー」の名で販売され、フランス国内でも一時期同名で販売された）や、1982年のヨーロッパ・カー・オブ・ザ・イヤー受賞車でもある「9」（同「アライアンス」）、「11」（同「アンコール」）、「フエゴ」などの複数のモデルを擁し、1950年代後半の撤退から10数年を経て再度北アメリカ市場に本格的に参入した。
アメリカン・モーターズの販売網を使ってアメリカとカナダ全土で大々的に発売を開始したものの、先に参入していた日本車やアメリカ製小型車との競争で苦戦したうえに、ルノー本体の経営不振もあり、最終的に1987年に当時のクライスラーにアメリカン・モーターズを売却し北アメリカ市場から撤退した。なお、アメリカン・モーターズの売却後もクライスラーとの提携に基づき、1991年までクライスラー（イーグル）ブランドで「21」などのルノー車の販売が継続された。

### 民営化

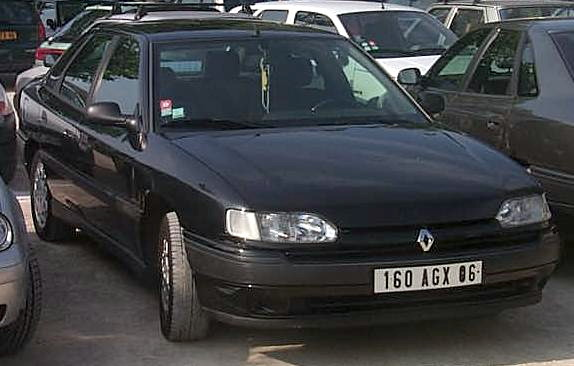
サフラン（1992年 - 1999年）

1986年11月17日には、アメリカ進出失敗などによる財政再建への打開策の一環として、民営化に向けた舵取りを取っていた当時の会長のジョルジュ・ベスが、パリの自宅の玄関前で左翼テロ集団のアクション・ディレクトに暗殺されるという悲劇が起きた。
その後、ベスの後を継いで会長に就任したレイモン・レヴィとルイ・シュヴァイツァーの指揮のもと、スケールメリットを狙って1990年2月にスウェーデンの大手自動車メーカーであるボルボと業務・資本提携することを決定し、これを機会に第二次世界大戦直後から45年間続いた公団体制から株式会社に改組された。また、同1993年9月にはボルボとの完全合併案が発表されたが、フランス政府の干渉にボルボ側の経営陣や株主、従業員などが態度を硬化したことにより交渉が決裂し、同年12月には合併が正式に撤回された。
ボルボとの合併案は撤回されたものの、その後もフランス政府は株式を売却し続け、会長の暗殺や労働組合の反対という困難を乗り切って1996年には完全民営化を果たした。2016年現在、フランス政府の持ち株比率は約19%である。フランス政府はその後も筆頭株主であり続けた。

### 日産自動車を傘下に
1999年3月27日に、当時深刻な経営危機下にあった日本第2位の自動車会社である日産自動車を傘下に収めることが発表された。その後、同社と相互に資本提携し、ルノーが日産自動車の株を44.4%、日産自動車がルノーの株の15%を所有するという形で株を持ち合い、ルノーが日産自動車に経営陣を送り込むなど、事実上の親会社となったルノー主導で経営再建に着手した。
当時の取締役会長兼最高経営責任者（PDG）であるルイ・シュヴァイツァーによって日産自動車の最高経営責任者（CEO）として送り込まれた副社長のカルロス・ゴーンとそのチームが、同年10月に発表された「日産リバイバルプラン」計画のもと、東京都武蔵村山市にある村山工場や京都府宇治市の日産車体京都工場（当時。現・オートワークス京都）などの余剰な生産拠点の閉鎖や余剰資産の売却、余剰人員の削減、子会社の統廃合や取引先の統合によるコスト削減や車種ラインナップの見直しなどのリストラを行うと同時に、新車種の投入や国内外の販売網の再構築、インテリアおよびエクステリアデザインの刷新やブランドイメージの一新などの大幅なテコ入れを敢行した。
当初は両社の文化的土壌の違いやラインナップの重複、日産自動車の負債の大きさなどを理由に、同業他社やアナリストをはじめとする多くの専門家がその行く先を危惧した。しかし、最終的には提携前の1998年には約2兆円あった日産自動車の有利子負債を2003年6月に返済し終え、再建を成し遂げた。
両社の間で言葉通りのアライアンス関係を構築し、車台やエンジン、トランスミッションなどの部品の共通化（詳細はCMFを参照）、購買の共同化などを通じてコストダウンを図っているほか、メキシコなどいくつかの国ではルノーの車を日産ブランドで販売したり（OEM供給）、その逆を行うなど、アライアンスの内容は多岐にわたっている。2005年1月にはルイ・シュヴァイツァーが「2010年までに日産自動車とともに世界市場の10%のシェアを確保し、年間400万台の生産を達成する」という目標を掲げた。
その後、2005年5月に日産自動車の社長兼最高経営責任者（CEO）を務めていたカルロス・ゴーンが、公団時代の1992年より13年間の長きに渡り取締役会長兼最高経営責任者（PDG）を務めたルイ・シュヴァイツァーに代わり、ルノーの9代目の社長兼最高経営責任者（PDG）に就任し（日産の社長兼CEOも兼務）、それを受けシュヴァイツァーは取締役会長（PCA）に就任（2010年6月23日に退任）した。

### 2000年代以降

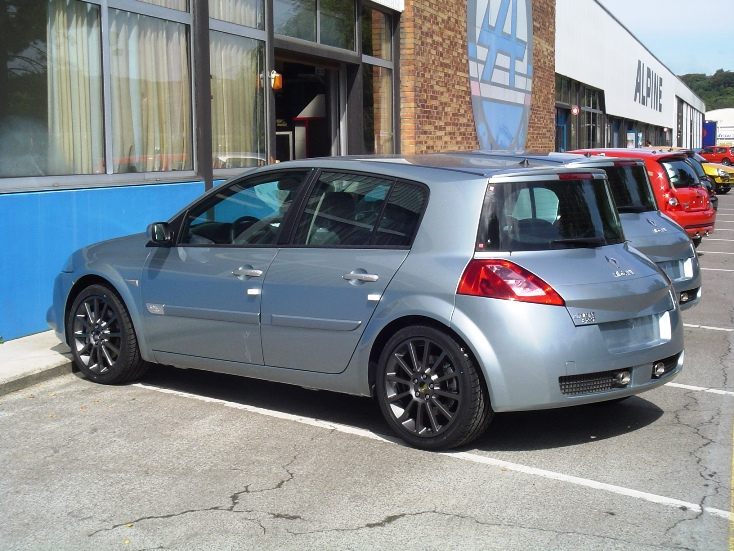
メガーヌ・ルノースポール（2002年 - 2009年）

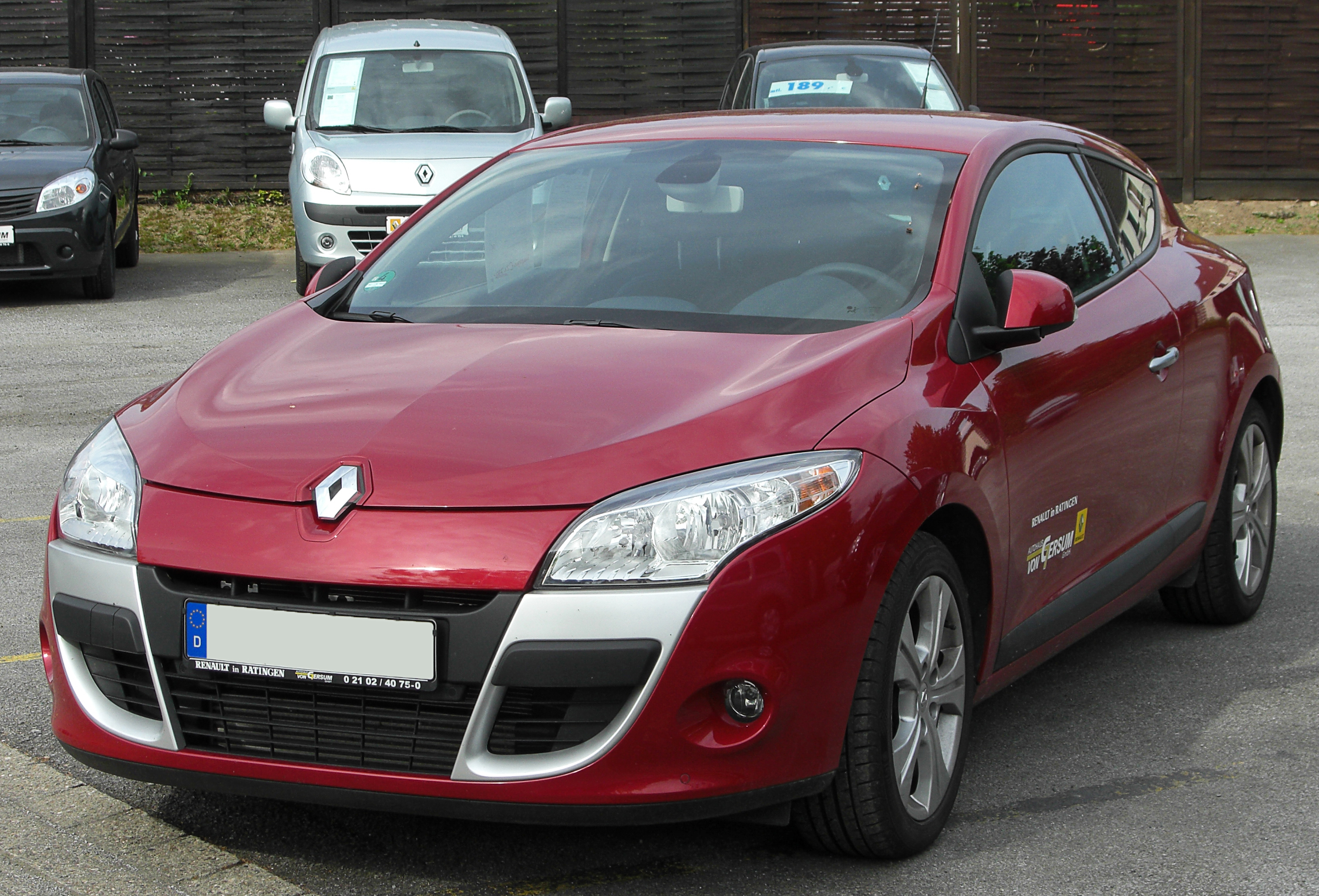
メガーヌ（3代目、2008年 - 2017年）

その後、デザイン担当副社長のパトリック・ルケモン（Patrick le Quément、2011年現在は引退）による斬新なデザインや、品質と安全性の向上が市場で好評を博したことにより、小型車メガーヌやクリオ（日本市場では「ルーテシア」の名で販売されている）、MPVのカングーやセニック、エスパスが大ヒットするなど、再びフランスのトップブランドに返り咲いただけでなく、1998年以降6年連続でヨーロッパ市場でトップの販売台数を誇っていた。近年ではアフリカやメルコスール市場を中心とした南アメリカ、アジアなどでの売り上げが伸びている。
2005年11月には、ヨーロッパでもっとも権威のある自動車賞である「2006年ヨーロッパ・カー・オブ・ザ・イヤー」を発売されたばかりのクリオが受賞した。なお、ルノーにとって同賞を受賞するのは2003年のメガーヌ以来3年ぶり6度目、クリオとしては1991年以来2度目で、同車種が2度同賞を受賞するのは史上初のことである。
2006年2月9日には、関連会社の日産自動車に対するリストラのような従業員の解雇を行わずに、2009年の販売台数を2005年の約250万台から80万台多い330万台とし、2009年の売上高に対する営業利益率を6%にするという内容の中期経営計画「ルノー・コミットメント2009」を発表した。この計画の中には、2009年までにルノー初のSUVを含む26車種の新型車の投入が含まれ、2007年内だけで初の本格的SUVであるコレオスやラグナ3、カングー2が新たに投入された。
2008年には、2012年までに複数のルノーブランドの電気自動車（EV）を市場投入することも発表されたが、これに先立つ2011年には、複数の幹部が電気自動車関連の機密情報を中華人民共和国の企業に漏えいさせたとして解雇される騒動が起きた。
2013年には、それまでのパトリック・ルケモンに代わって、マツダのデザイン本部長から転籍したローレンス・ヴァン・デン・アッカーが初めて指揮を執った、ルノーとしてはコレオスに次ぐクロスオーバーSUVであるキャプチャーが登場した。
2016年、傘下の日産自動車が三菱自動車工業の筆頭株主となったことを受け、当社のカルロス・ゴーン取締役会長兼CEO（PDG）が同社の会長に就任した。ルノー・日産アライアンスの一員として三菱自動車との今後の協業拡大が検討されている。

### 2020年代
2020年前半、世界的な2019新型コロナウイルスの感染拡大により顕著な景気減退に直面。同年4月9日、スナール会長とデルボス暫定CEO、3ヶ月間の報酬を25%以上削減するとともに。4月に予定されていた株主総会を6月19日に延期することを発表した。結果的に2020年12月期決算は、純損益が80億800万ユーロの赤字となった。赤字は2年連続で額は2000年以降では過去最悪。
2020年、東風汽車との主力合弁を解消し、同時に東風ルノーも解散。
2021年、中国大手の浙江吉利控股集団（吉利）と中国、韓国でハイブリッド車の合弁事業に乗り出すことで合意。翌2022年5月には吉利にルノーコリア自動車の株式を約13億7600万元（約270億円）で売却し、吉利は同社株の34.01％を取得し、ルノーに次いで2番目の株主となった。
2022年5月、ロシアによるウクライナ侵攻を受けて、ルノーはアフトヴァースの株式約68%をロシアの国営企業である中央自動車エンジン科学研究所に、ルノーのロシア事業を担当している現地法人「ルノー・ロシア」の株式の全てをモスクワ市に1ルーブルでそれぞれ売却し、ロシアから撤退することを明らかにした。なお、アフトヴァースの売却契約には6年以内に同社の株式を買い戻す権利を盛り込んでおり、今後の情勢次第で将来のロシア国内での事業再開もあり得るとしている。
2022年11月8日、今後、電気自動車の開発を担当するアンペアと内燃機関とハイブリッド車を担当するホース (吉利と合弁)に分社すると発表、また同日Googleと自動車向けソフトウェアサービスで提携を拡大すると発表。
2023年2月6日、ルノーが保有する日産株を15%まで下げ、日産が持つルノー株の15%に揃える資本関係の見直しで合意したと発表した。

## 会社概要
本社
- フランス、ブローニュ＝ビヤンクール

設立
- 1898年

設立者
- ルイ・ルノー

経営陣

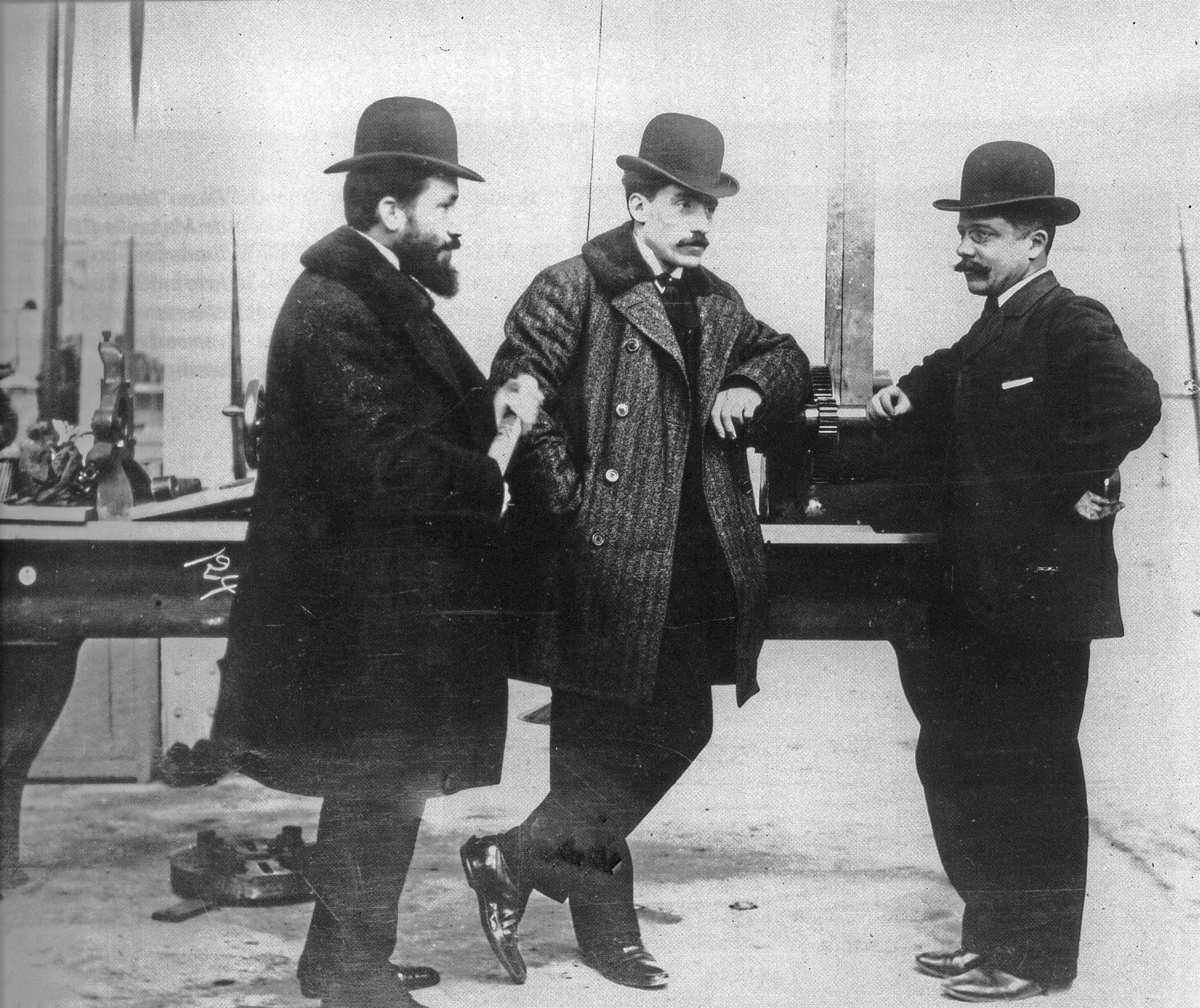
ルイらルノー兄弟

- 最高経営責任者 - ルカ・デ・メオ（2020年 - ）
- 取締役会長 - ジャン＝ドミニク・スナール（2019年1月 - ）

従業員数
- 300,217人（傘下のルノーサムスン自動車、ダチア、日産自動車を含む）

生産台数
- 852万台- 2015年度世界第4位（子会社のルノーサムスン自動車、ダチア、日産、インフィニティブランドを含む。日産・インフィニティを除くと280万1,592台。世界第13位）

純利益
- 9億7,000万ユーロ（2021年期決算)

### 歴代会長
|      | 氏名                       | 在任期間          |
| ---- | -------------------------- | ----------------- |
| 初代 | ルイ・シュバイツァー       | 1992年 月 - 年 月 |
| 2代  | カルロス・ゴーン           | 年 月 - 2019年1月 |
| 3代  | ジャン＝ドミニク・スナール | 2019年1月 -       |

### 歴代CEO
|      | 氏名                 | 在任期間               |
| ---- | -------------------- | ---------------------- |
| 初代 | ルイ・シュバイツァー | 1992年 月 - 2005年 月  |
| 2代  | カルロス・ゴーン     | 2005年 月 - 2019年1月  |
| 3代  | ティエリー・ボロレ   | 2019年1月 - 2019年10月 |
| 暫定 | クロチルド・デルボス |                        |
| 暫定 | ルカ・デメオ         | 2020年7月              |

## 開発・生産・販売

### 研究開発
総合研究所（Technocentre Renault）はパリの南西郊外のベルサイユのそばのギュイヤンクールにあり、150ヘクタールの敷地に、42万5,000平方メートルの建物がある。1998年に開設され、2010年現在1,100人が働いている。

### 生産拠点

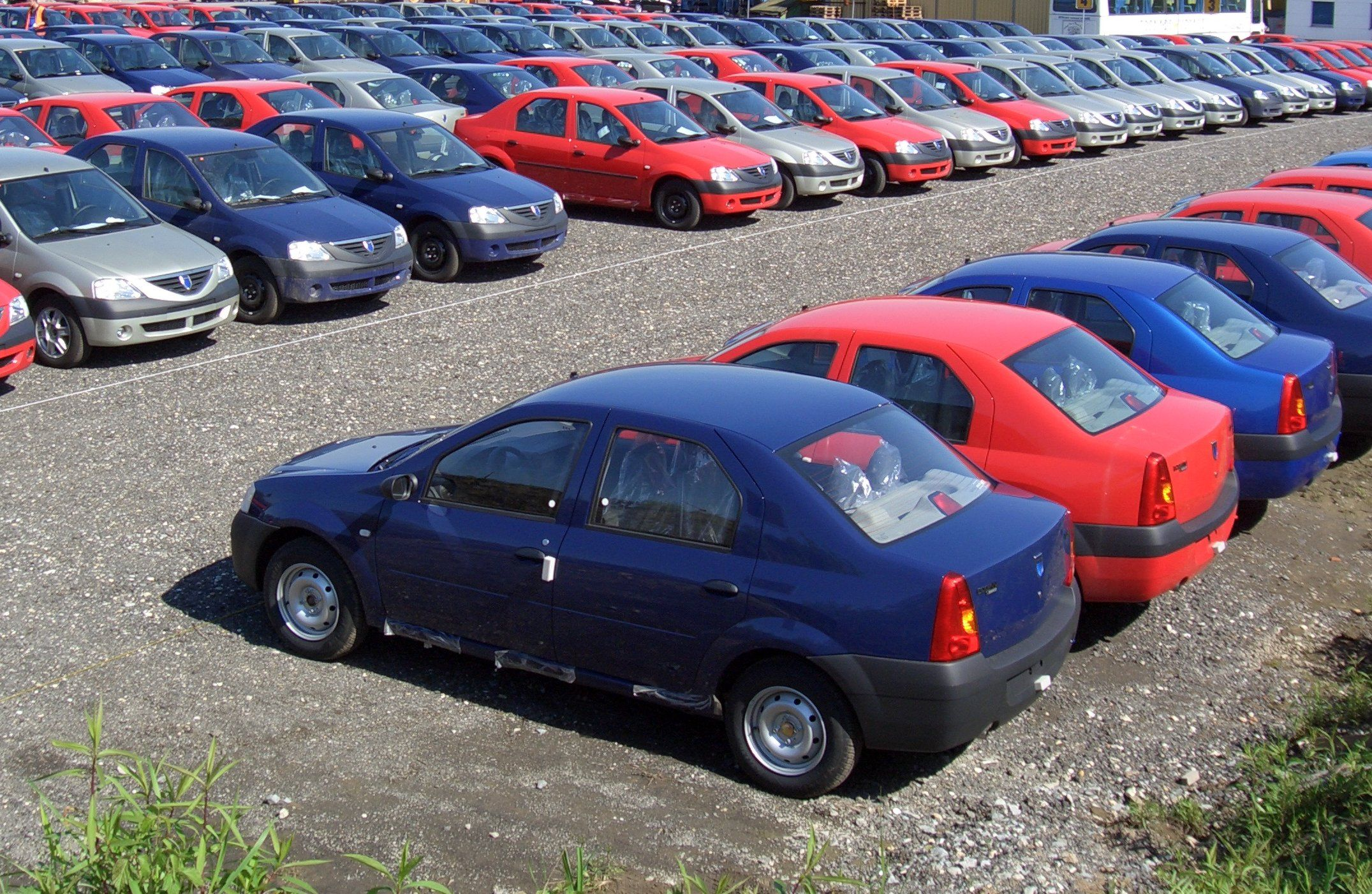
ルーマニアから輸出されるダチア・ロガン

2017年現在、ルノー本体としては本国フランスのほかにスペイン、スロベニア、トルコ（オヤック・ルノー）、ブラジル、アルゼンチン、コロンビア、モロッコ、インドなど世界各国に生産拠点を持つほか、ロシアやポルトガル、マレーシア、ウルグアイ、チリ、イランで組み立て（ノックダウン）生産を行っている。さらに中華人民共和国では東風汽車との合弁会社である東風ルノーを立ち上げ、現地生産していた（2020年に解消）。
また日産自動車や韓国のルノーコリア（旧：ルノーサムスン自動車）、ルーマニアのダチアなどの傘下企業が各国に生産拠点を持っており、生産と販売を行っている。特にルノーコリアにおいてはコレオス（韓国国内においてはルノーサムスン・QM5/ルノーコリア・QM6）とラティテュード（同ルノーサムスン・SM5）、アルカナ（同ルノーコリア・XM3）を全量生産・輸出している（していた）。

### アジア太平洋地域
アジア太平洋地域においては、シンガポールに本部を置く（2006年までは日本の東京都に本部が置かれていた）アジア太平洋地域統括本部の指揮下で日本、中華民国、中華人民共和国、香港、シンガポール、マレーシア、インドネシア、ブルネイ、オーストラリア、ニュージーランドと、フランス領および海外県のタヒチとニューカレドニアの合計12の国と地域で販売しているほか、マレーシアではタンチョンとの提携を行いカングーのノックダウン生産を行い、近隣諸国への輸出も行っている。

なお、オーストラリアでは1995年にフランスがムルロア環礁で行った核実験の影響でルノー車が売れなくなり、翌1996年から輸入・販売を中止。その後、傘下においた日産自動車の支援を得て2001年に輸入・販売を再開した。

## 日本での販売

### 日本市場参入

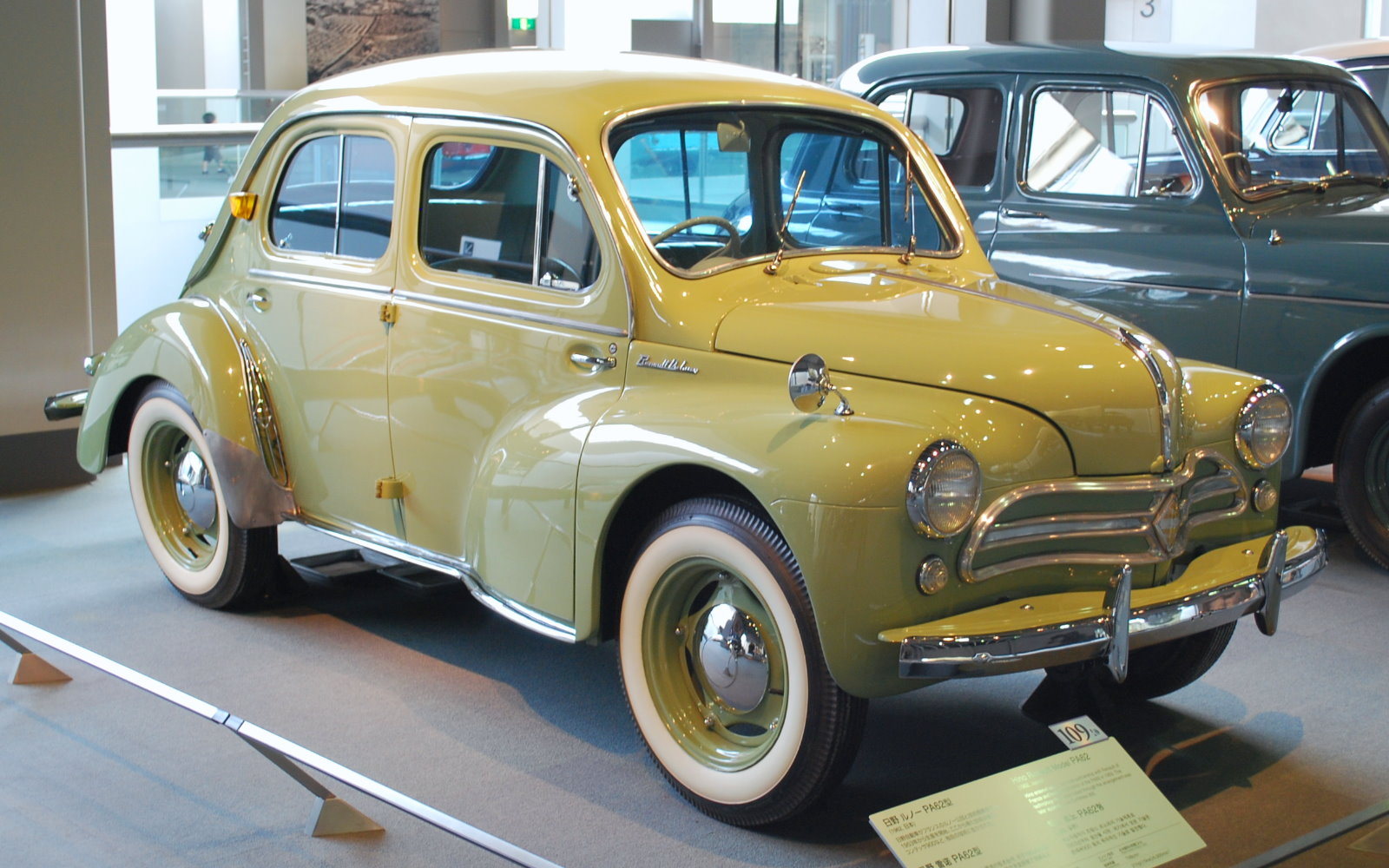
日野・ルノー4CV

日露戦争後の1910年（明治43年）に、東京に本社を置く商社・水嶋商会を販売代理店として正式に日本市場に参入した。また1930年代には中外ルノーという会社が輸入業務を行っていた時期があった。その後、1953年（昭和28年）から1963年（昭和38年）まで、日野自動車が「4CV」（日野ルノー）をライセンス生産し、多数がタクシーとして使用されたことから「亀の子ルノー」と呼ばれて大衆にも親しまれ、ルノーの名は日本全国に広まった。

### 相次ぐインポーター変更
その後、1977年（昭和52年）に東京日産グループのキャピタル企業が輸入権を獲得し、ルノー・5などを輸入した。1983年（昭和58年）にはミニなどを輸入していた「日英自動車」も加わり、輸入権は2社体制となった。1986年（昭和61年）には当時フィアット車を輸入していた「ジヤクス・カーセールス（JAX）」 が輸入権を獲得したが、1991年（平成3年）にドイツのフォルクスワーゲンがヤナセの販売撤退で穴があいた東京地区のディーラー網を獲得するためにJAXを買収したため、ルノーの輸入は宙に浮くこととなる。
1993年（平成5年）には、独立系インポーター最大手（当時）のヤナセが子会社「フランス・モーターズ」を設立したが、競合車種の多いオペルとの兼ね合いでディーラー網を別々に作らなければならず、またトゥインゴなどの利幅の少ない低価格車に人気が集中したことから、結果的に、親会社であるヤナセの経営を圧迫する原因にもなってしまった。このようにインポーターが次々と変わった結果、既存のオーナーに対して満足なアフターサービスを行うことができなくなったばかりか、新規顧客獲得のための継続的なマーケティング活動もできない状態に陥ってしまった。

### ルノー・ジャポン
2000年（平成12年）には、日本での販売を加速すべく初のルノーの100%子会社である「ルノー・ジャポン」が設立され、ルノーのアジア太平洋統括本部のもとで日本国内での輸入販売業務が強化された。
その後、ルノー本社のリストラが行われたことを受けて、同社は2007年（平成19年）に日産自動車の子会社である「日産トレーディング」に業務移管され、同社の一部門とされた。なお、その後も「ルノー・ジャポン」のブランドは継続して使用された。
その後、ルノー車の販売実績が上向きになり始めてきたことからルノー・ジャポンを再分離させることとなり、2012年（平成24年）4月2日より日産自動車の完全子会社として「ルノー・ジャポン株式会社（RENAULT JAPON CO.,LTD.）」が再スタートすることとなった。

## 車種一覧

### 生産車種（販売終了車種含む）
（バス・トラックなどの大型商用車を生産しているルノートラックの車種は除く）
- クウィッド

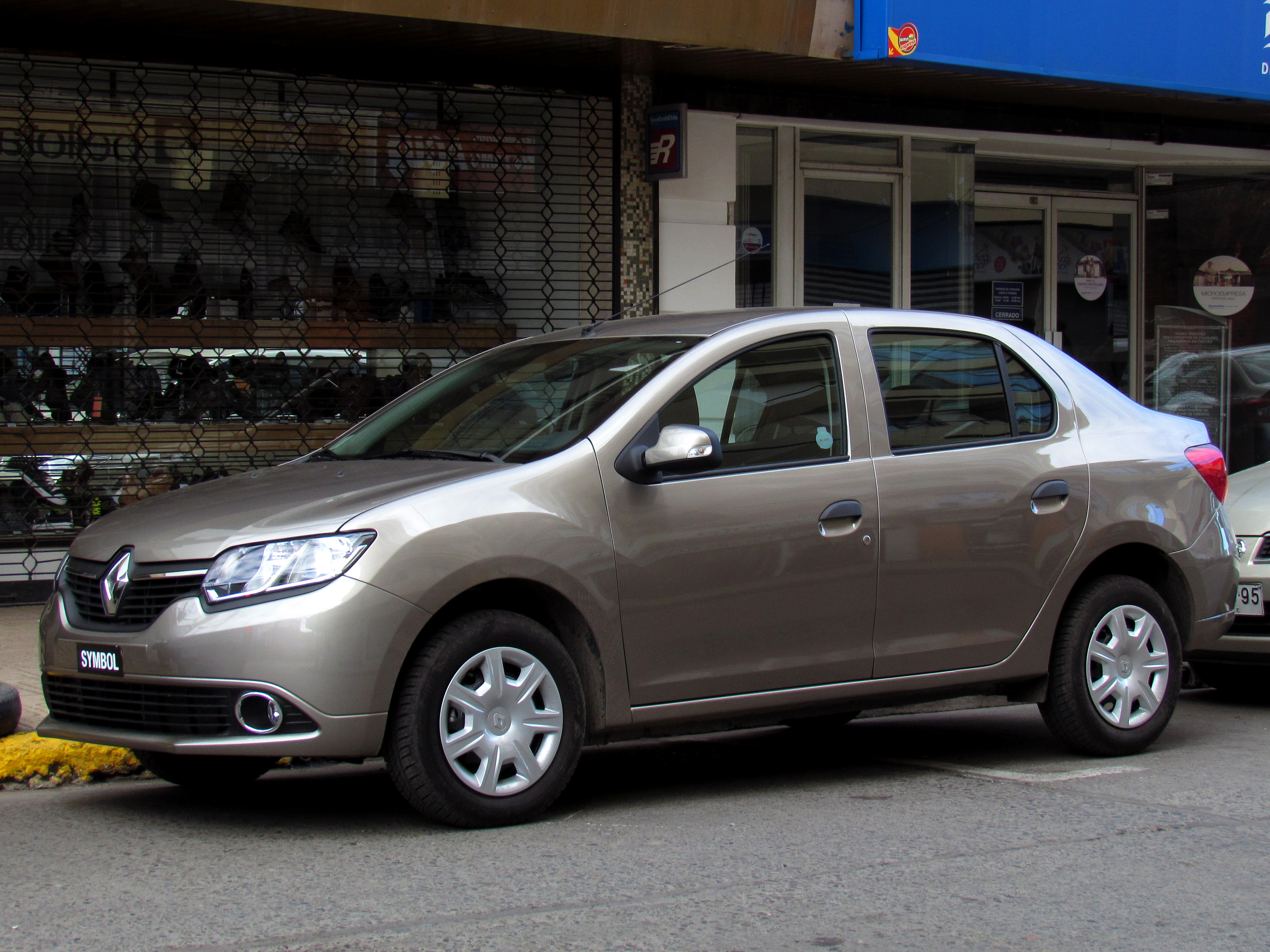
ロガン

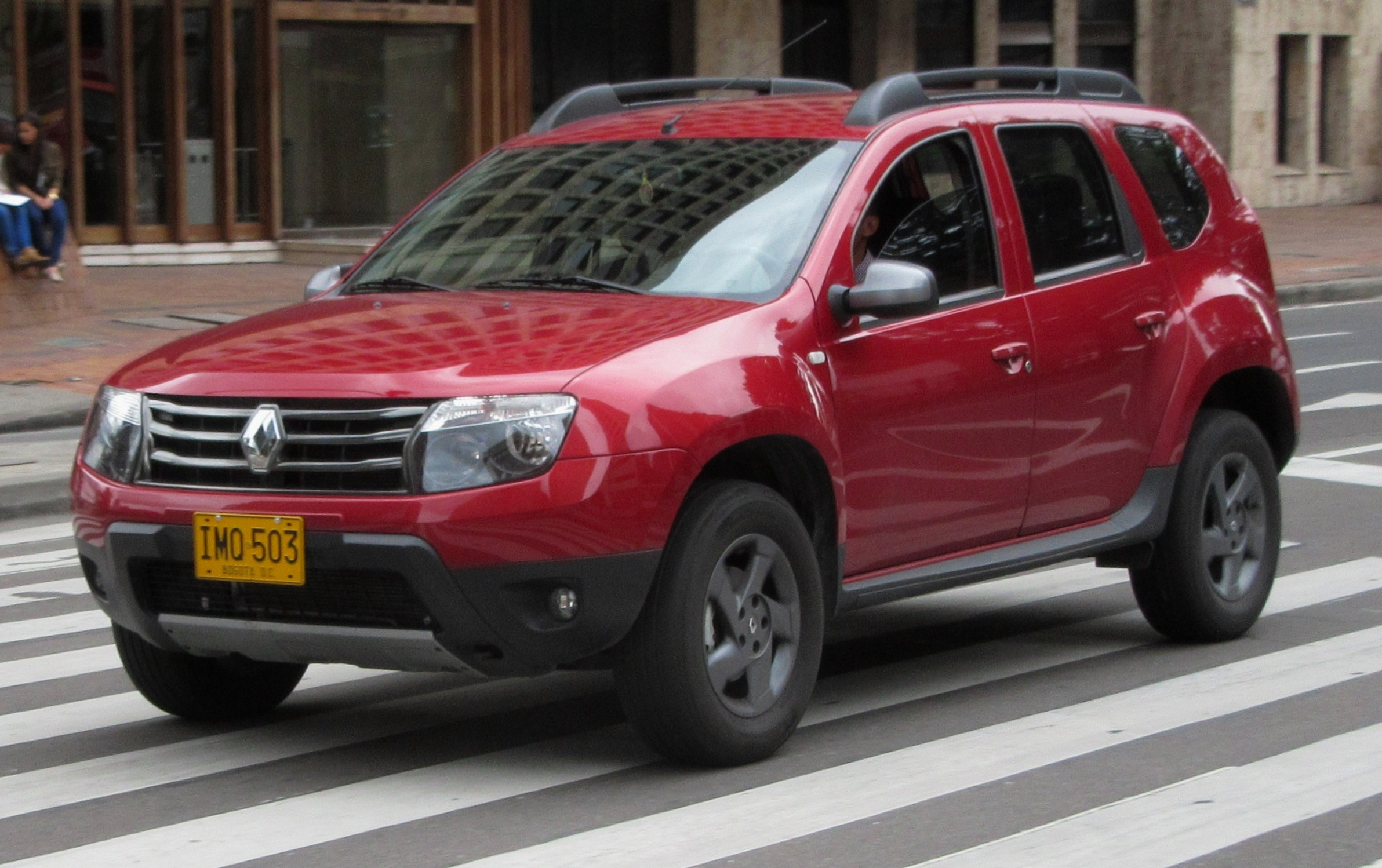
ダスター

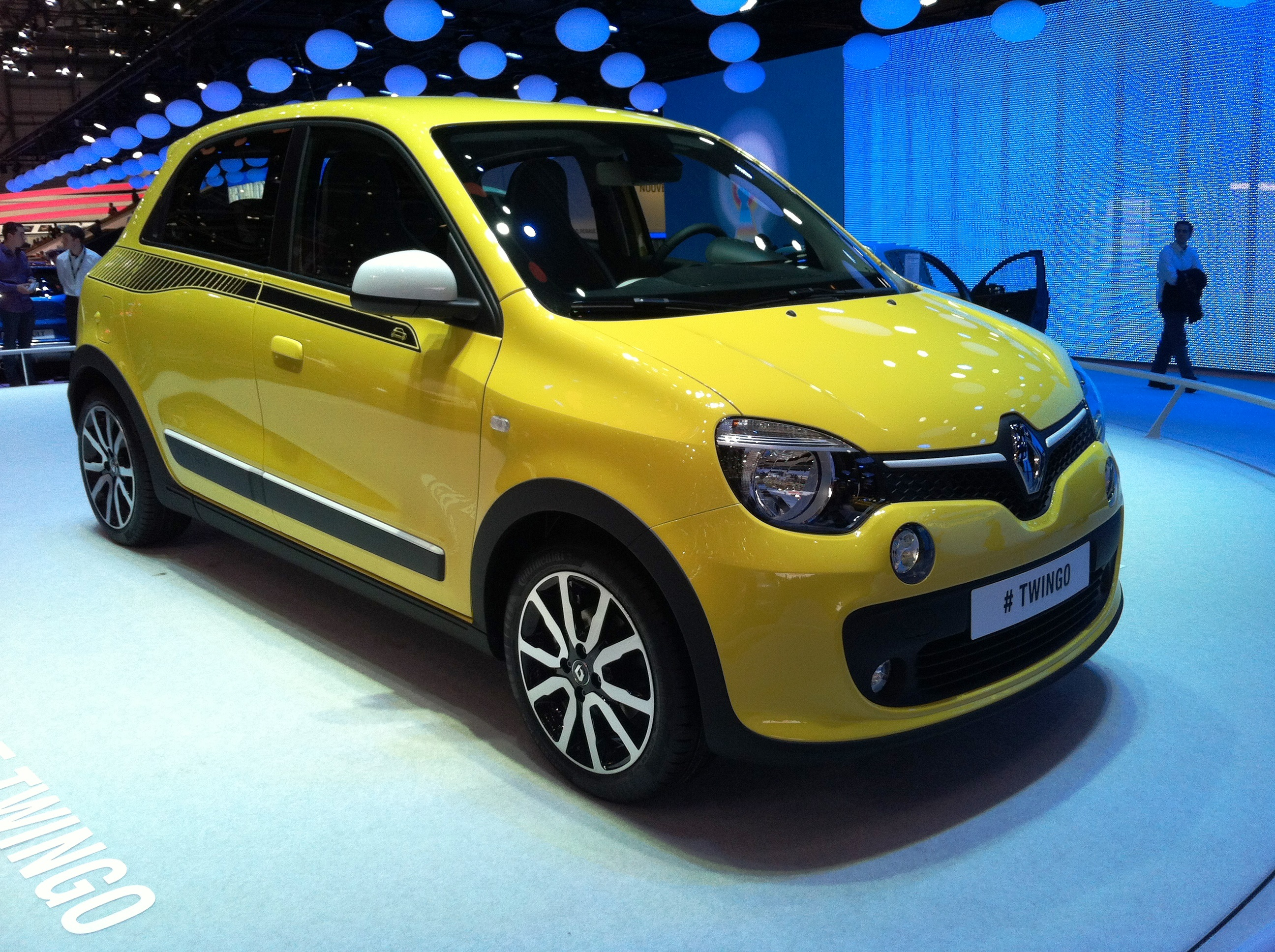
トゥインゴ

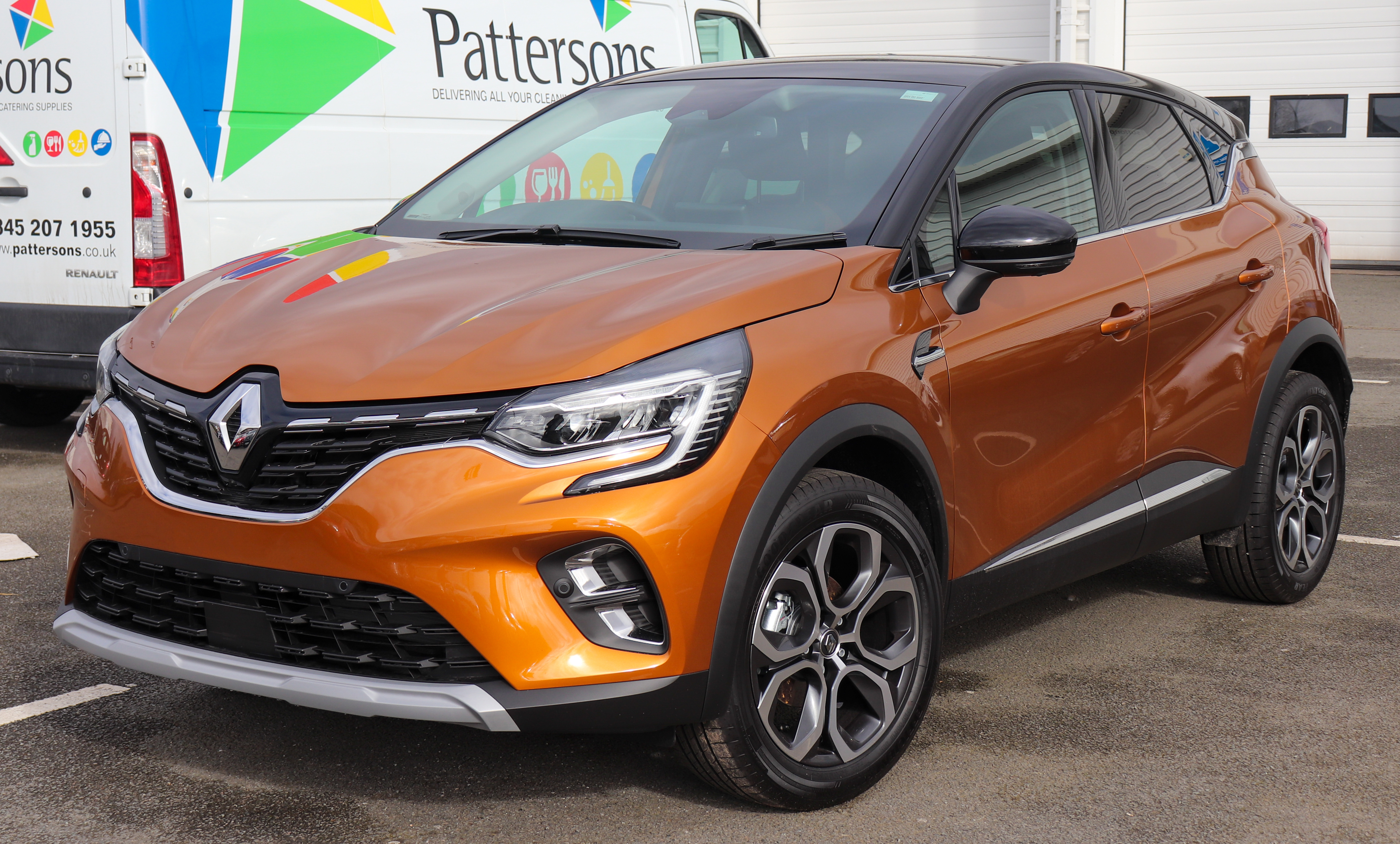
キャプチャー

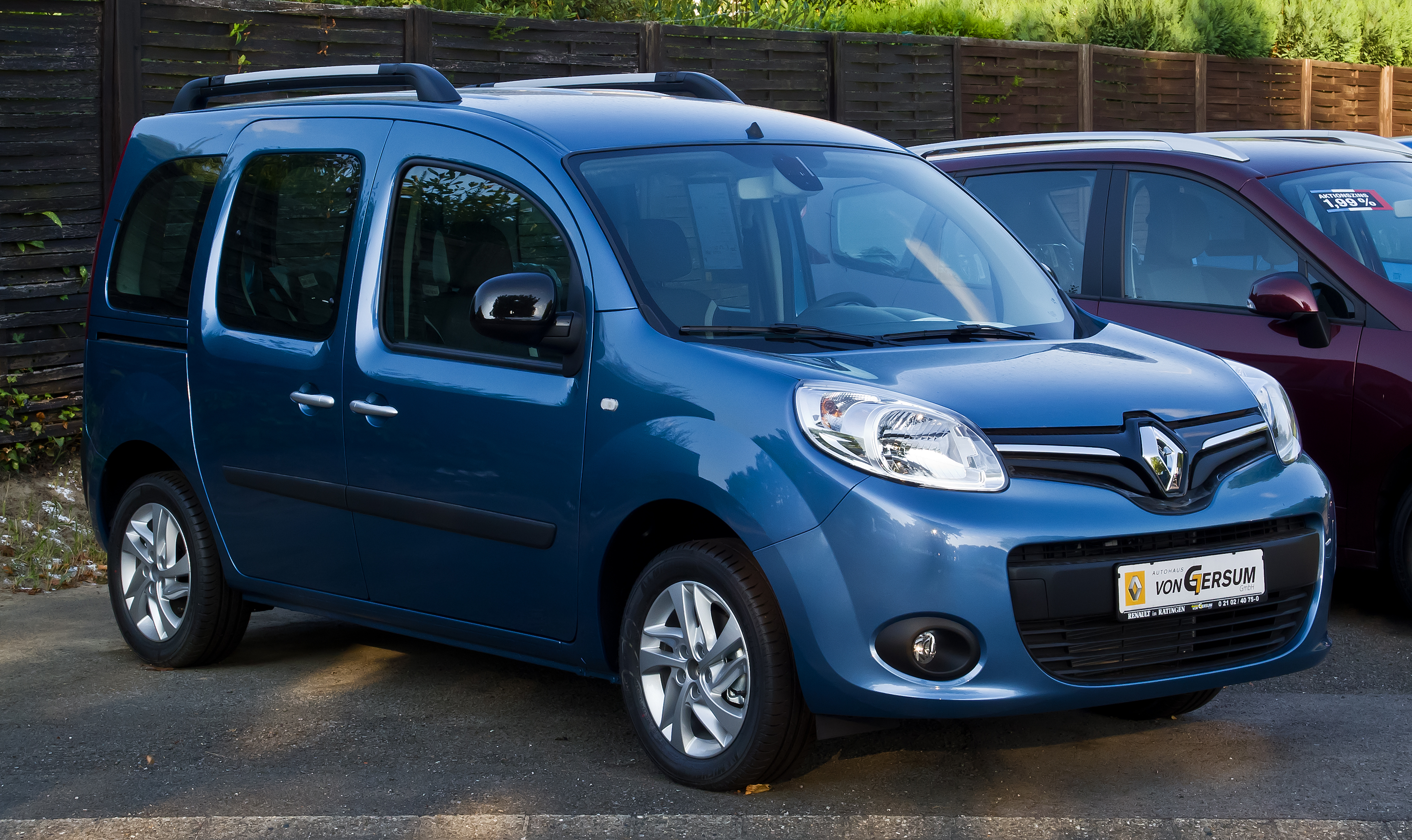
カングー2

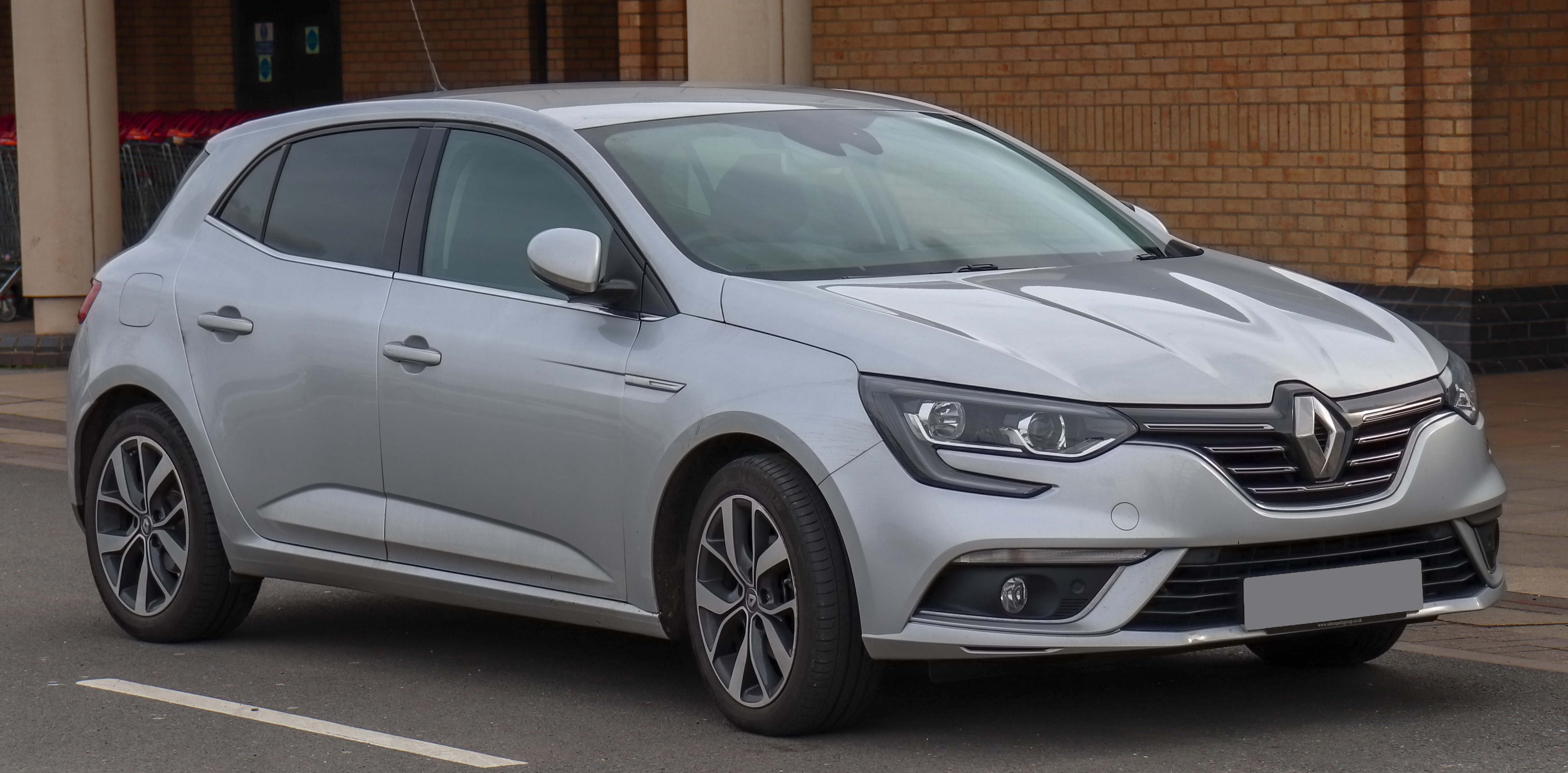
メガーヌ

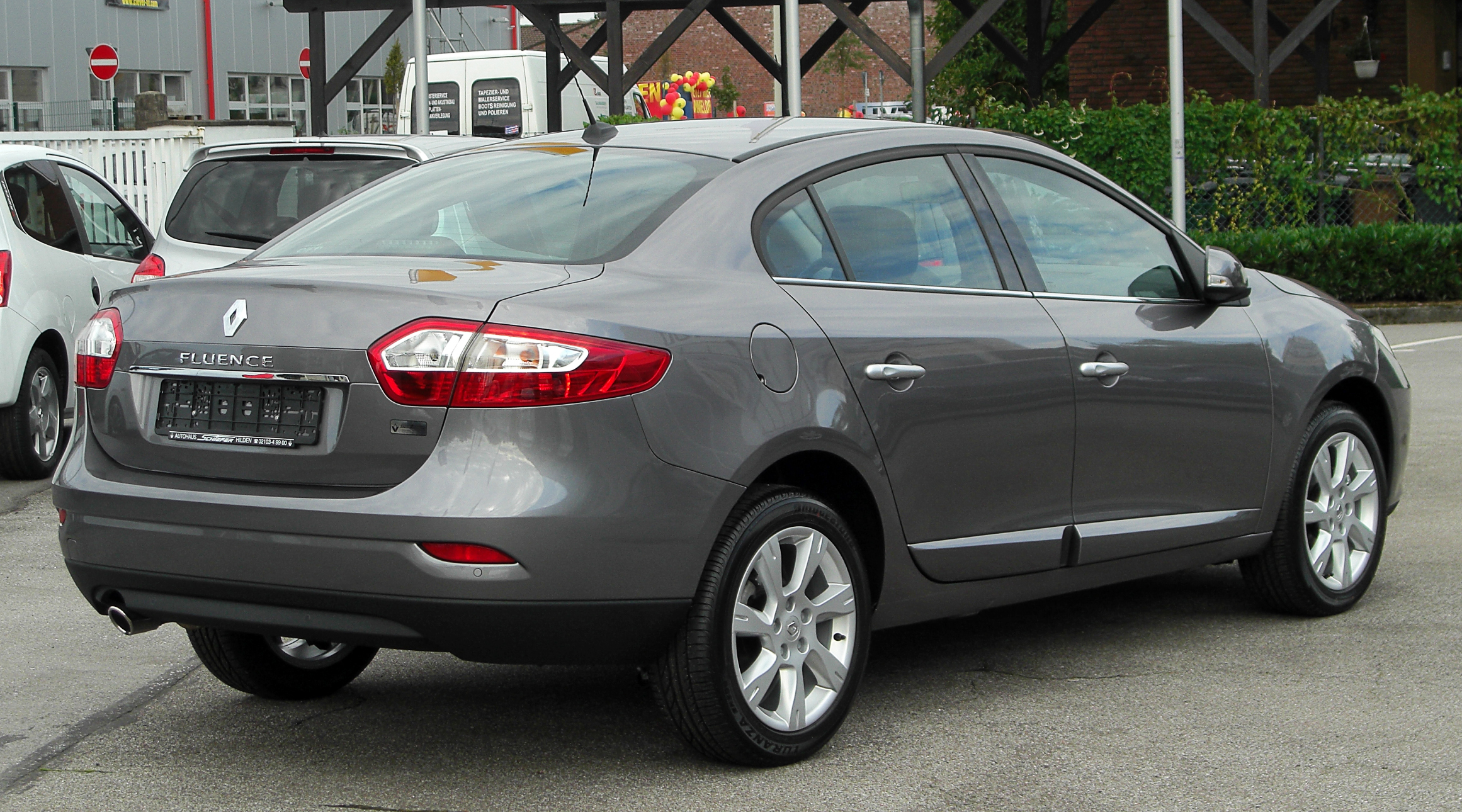
フルエンス

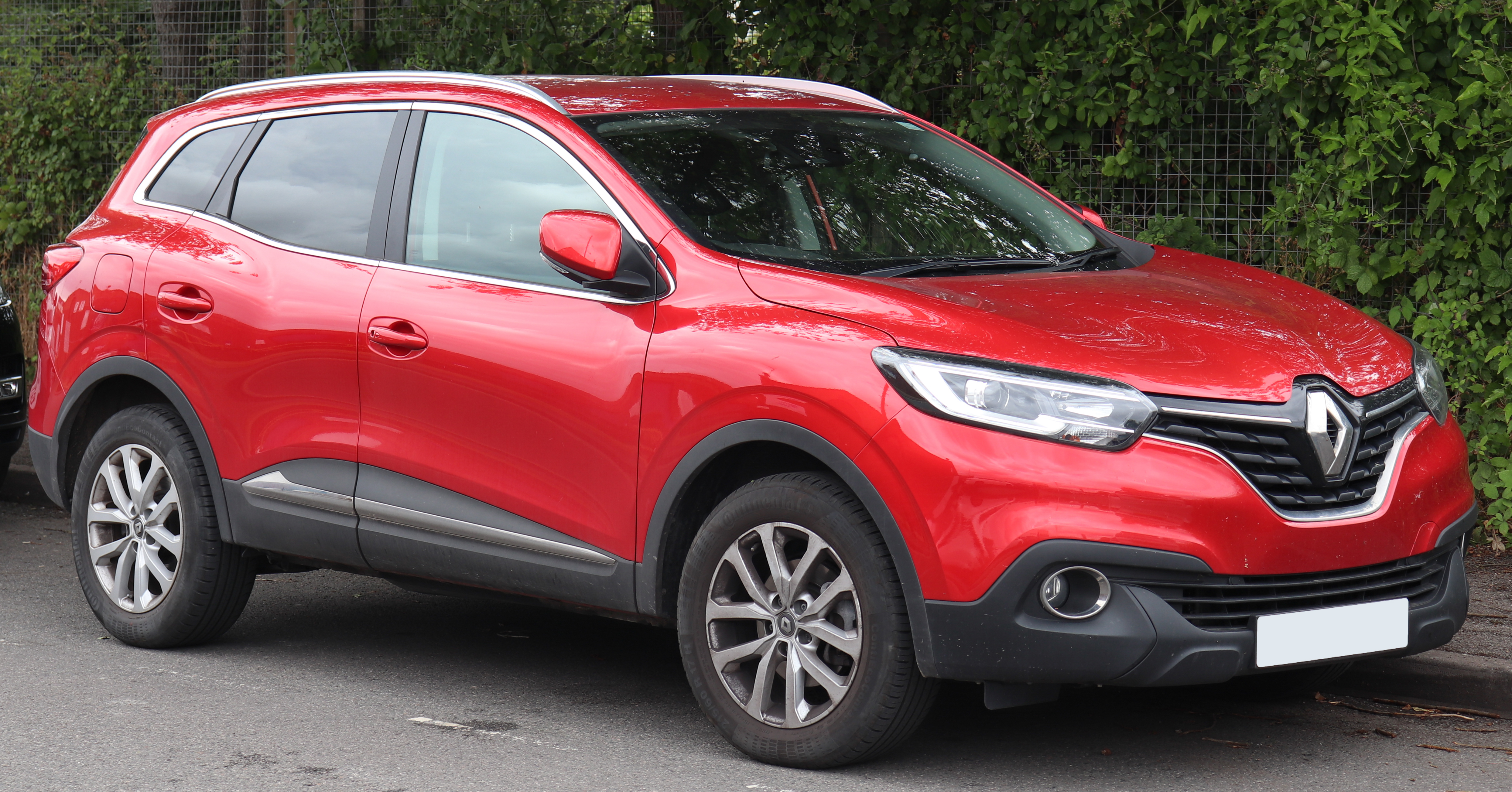
カジャー

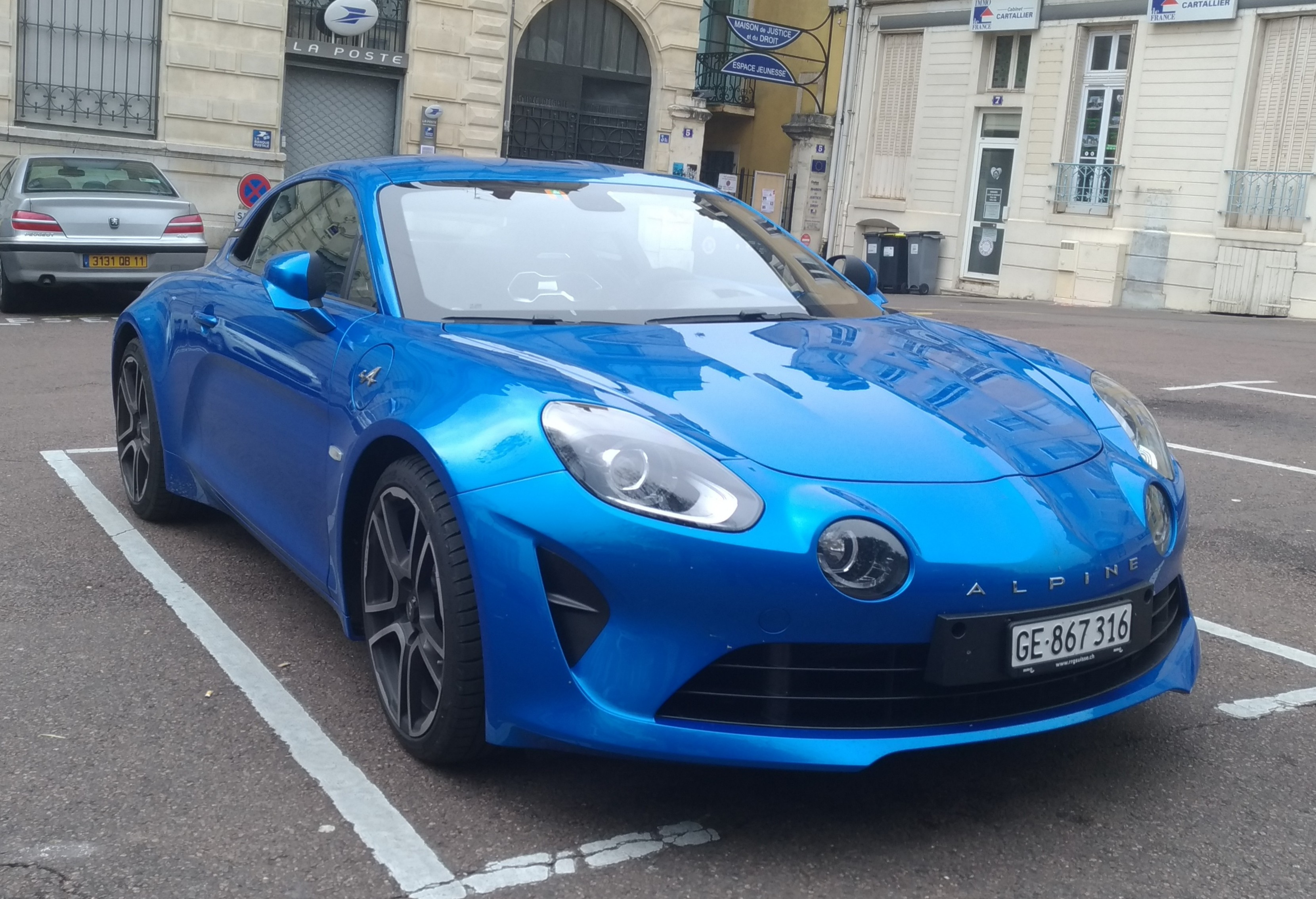
アルピーヌA110

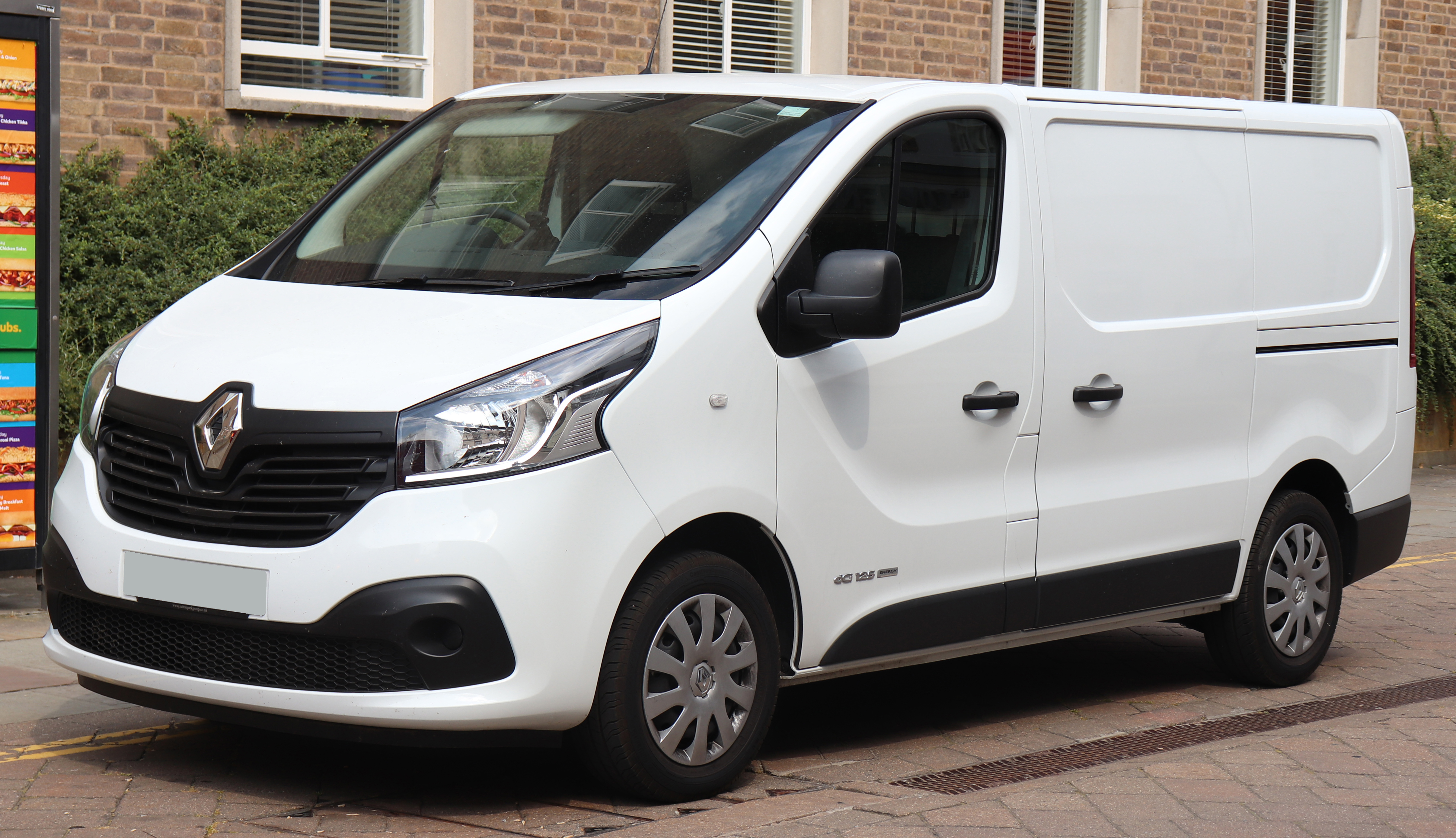
トラフィック

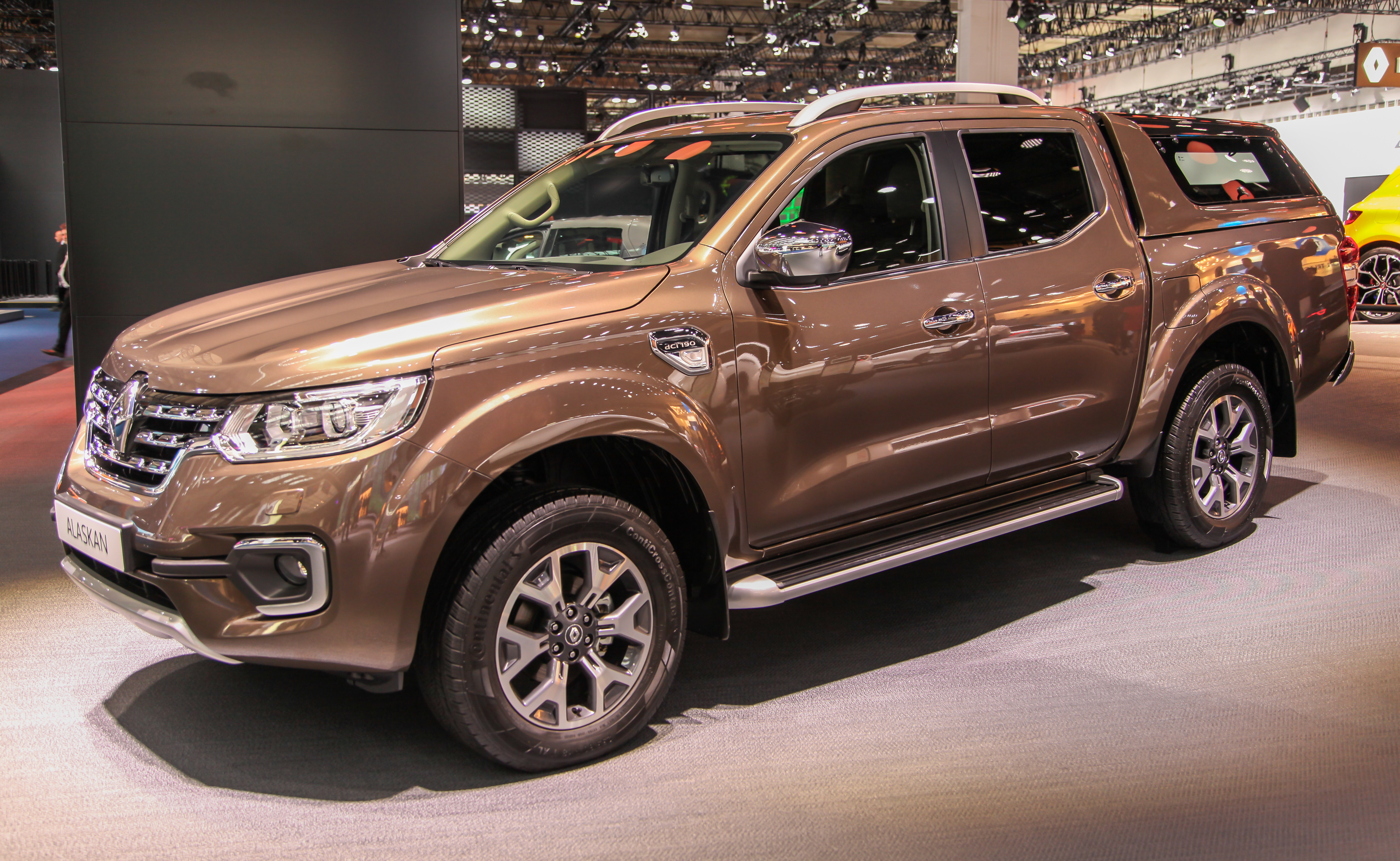
アラスカン

  - シティコミューターであるトゥイジーを除いた、ルノーの最小車種。
日本国内へ正規輸入はされていない。
- ロガン
  - 子会社のダチアの車種だが、ロシア、ブラジルなどいくつかの国ではルノーのブランドで販売されている。
ボディタイプは4ドアセダン、ステーションワゴン（ロガンMCV）、バン、ピックアップ。
日本国内へ正規輸入はされていない。
- サンデロ
  - こちらもダチアの車種だが、ロシア、ブラジルなどいくつかの国ではルノーのブランドで販売されている。
ボディタイプは5ドアハッチバック。
日本国内へ正規輸入はされていない。
- ドッカー
  - こちらもダチアの車種だが、ウクライナ、アルゼンチンなどいくつか国ではルノーのブランドで販売されている。
ボディタイプは4・5ドアミニバン、バン、ピックアップ。
日本国内へ正規輸入はされていない。
- ロッジー
  - こちらもダチアの車種だが、ロシア、ブラジル、インドなどいくつかの国ではルノーのブランドで販売されている。
ボディタイプは5ドアMPV。
日本国内へ正規輸入はされていない。
- ダスター
  - こちらもダチアの車種だが、ロシア、ブラジル、インドなどいくつかの国ではルノーのブランドで販売されている。
ボディタイプは5ドアクロスオーバーSUV。
日本国内へ正規輸入はされていない。
- ルノー ダスターオロチ
  - こちらはダチアが製造しているが、ルノーのブランドで販売されている。
ボディタイプは4ドアピックアップ（ダスターオロチ）。
日本国内へ正規輸入はされていない。
- トゥインゴ
  - 3代目となる現行は、メルセデス・ベンツとのアライアンスにより、3代目スマート・フォーツー/フォーフォーと基本メカニズムを共有するリアエンジン車へと変更。
ボディタイプは5ドアハッチバック。
日本への導入は2016年（平成28年）7月から。
- クリオ
  - シュペール5の後継。従来モデルについては日産・プラティーナの名で販売されている国もある。ボディタイプは5ドアハッチバックとステーションワゴン（エステート）。
- キャプチャー
  - 日産・ジュークをベースとしたコンパクトクロスオーバーSUV。初代は韓国市場においてはルノーサムスン・QM3の名で販売していた。
日本国内では2014年（平成26年）2月27日より発売。
- カングー2
  - 「カングー」の後継モデル。商用バージョンのカングー・エクスプレス（Kangoo Express ）にはロングWBの「マキシ」とショートWBの「コンパクト」もあり、コンパクトの乗用派生車種として「BE POP（ビボップ）」もある。カングーにはOEMとして日産・キュビスター（KUBISTAR ）が存在した（NV200はキュビスターの後継車種）。
2に関しては日本国内へは標準仕様とビボップが正規輸入され、コンパクトも並行輸入車として入っていた。2以降の兄弟車としてメルセデス・ベンツ・シタンが存在する。
- メガーヌ
  - 「19」の後継。初代は「19」のシャーシを使っていた。
ホディタイプは、3ドアと5ドアハッチバック、4ドアセダン、ステーションワゴン、グラスルーフ、カブリオレ（本国での呼称はクーペカブリオレ）、ルノー・スポールバージョンもある。
- フルエンス
  - メガーヌセダン後継。傘下であるルノーサムスン（現・ルノーコリア）のSM3と共通のボディとメカニズムを有する4ドアセダンである。生産は基本的にトルコのオヤック・ルノーが担当。
日本国内へ正規輸入はされていない。
- タリスマン
  - ルノーにおける最高級車種であり、事実上のフラッグシップモデルであった。韓国市場のみで販売されるルノーコリア・SM6は兄弟車。ただし、中国仕様は他国仕様とは異なり、2代目ルノーサムスン・SM7がベース。生産もルノーサムスン釜山工場で行われた。
ともに日本国内へは正規輸入はされていない。
- セニック
  - メガーヌをベースにしたMPV。欧州ではタクシーとしてもポピュラー。
ロングバージョンで3列シートのグラン・セニック（Grand Scénic）もある。
日本国内へはグラン・セニックのみが正規輸入されていた。
  - 先代モデルでは「RX4」というオフローダー風の4WDモデルの設定もあった。
- エスパス
  - 5代目ではそれまでの典型的なミニバンスタイルから一転、クロスオーバーSUV風のデザインとなっている。
日本国内へ正規輸入はされていない。
- アルカナ
  - キャプチャーとカジャーの間を埋めるクーペタイプのクロスオーバーSUV。韓国市場のみで販売されるルノーコリア・XM3は兄弟車。
日本では2022年（令和4年）2月より発売。
- カジャー（カジャール）
  - キャプチャーとコレオスの間を埋めるクロスオーバーSUVで、日産・キャシュカイと共通のプラットフォームアーキテクチャ（CMF）・メカニズムを有する。
日本では2018年（平成30年）4月12日より発売。これに先立って2017年（平成29年）8月に100台限定で「カジャー Bose」が先行発売された。
- オーストラル
  - 上述のカジャーの後継車種。3代目日産キャシュカイの兄弟車。
- コレオス
  - 傘下の日産自動車とルノーサムスン自動車とのジョイントベンチャーにより開発されたルノー初の本格SUV である。2代目となる現行はルノーコリア・QM6 とほとんどのパーツを共有し、生産もQM6とともにルノーサムスンの釜山工場で行われた。
- ラファール
  - エスパスがベースのクーペSUV。
- アルピーヌA110
  - 1995年（平成7年）以来の復活となるアルピーヌブランドのスポーツカー。
日本では2018年（平成30年）内に発売される予定。これに先立って同年6月に50台限定で「プルミエール・エディション」が先行発売された。
- トラフィック
  - 現行モデルは、ルノー、欧州GM、日産によるジョイントプロダクト。乗用、商用バージョンのほか、レジャービークル色の強い「ジェネレーション」がある。
日本へ正規輸入はされていないが、乗用、商用とも、少数が並行輸入されている。
オペル/ボクスホール・ヴィヴァーロ、日産・プリマスター（PRIMASTAR）、三菱・エクスプレス　と共通。
- マスター
  - ルノー最大のFWD車（FFベースの4WDもある）。マスコットなど、積載量がこれ以上のモデルはRWDとなる。
日産・インタースター、オペル/ボクスホール・モヴァノと共通。
かつては日本国内へも正規輸入されていたが現在は正規輸入されていない（ただし、少数が並行輸入されている。）。
- ゾエ
  - ルノー初のEV専用車。5シーターのコンパクトカーである。
- トゥイジー
  - EVシティコミューター。トヨタ車体のコムスと性格が類似するが、搭載するバッテリーや国内における車両区分など相違点もある。
- アラスカン
  - 日産・ナバラ（D23系）の姉妹車となるピックアップトラック。2016年に南米にて発売されたのを皮切りに、グローバルな展開が予定されている。

### 発売予定の車種
- ラファール

### 過去の車種

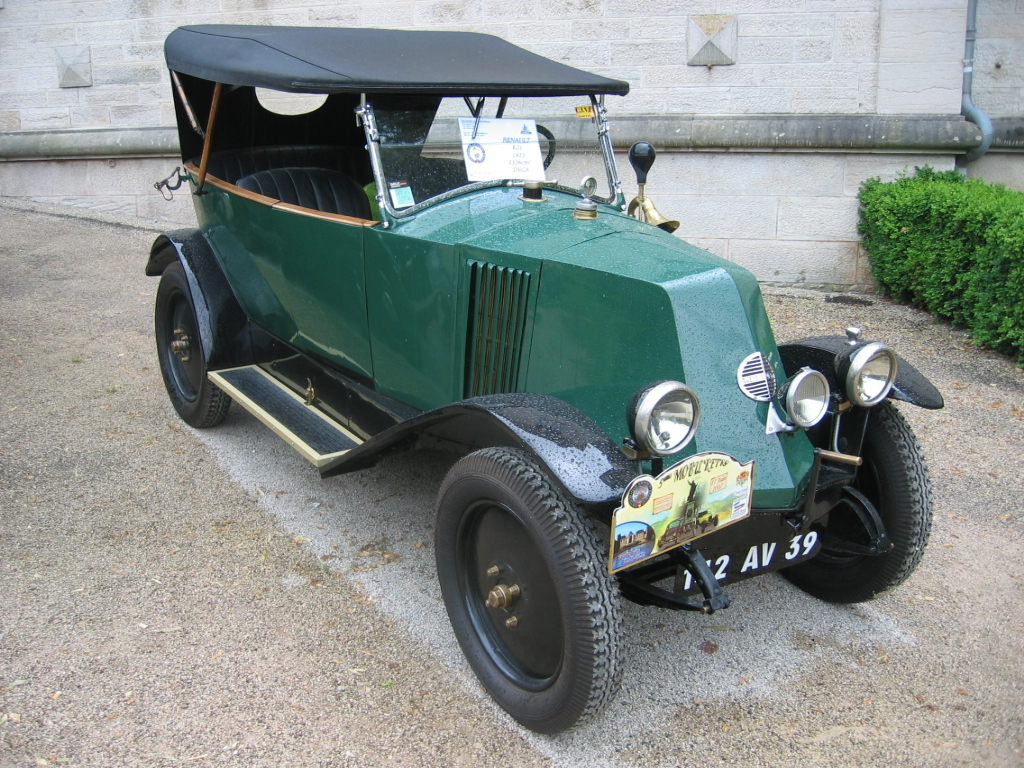
KJ（6CVシリーズ）

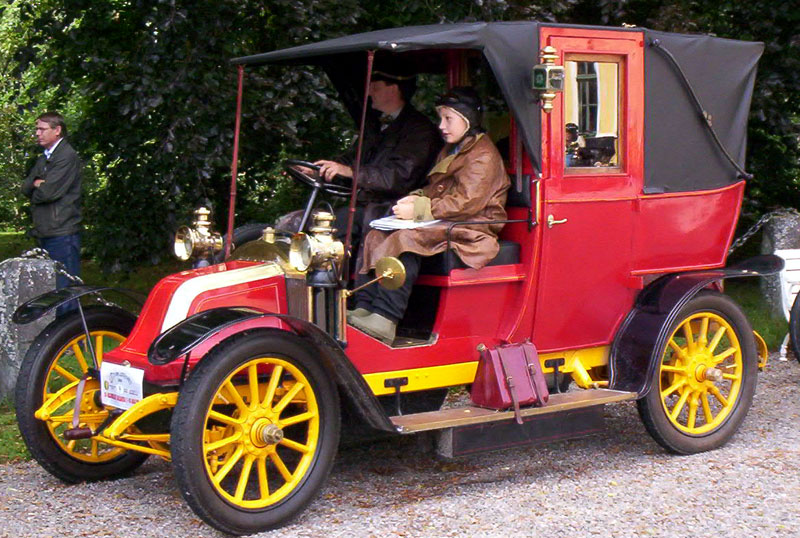
AG 9CV

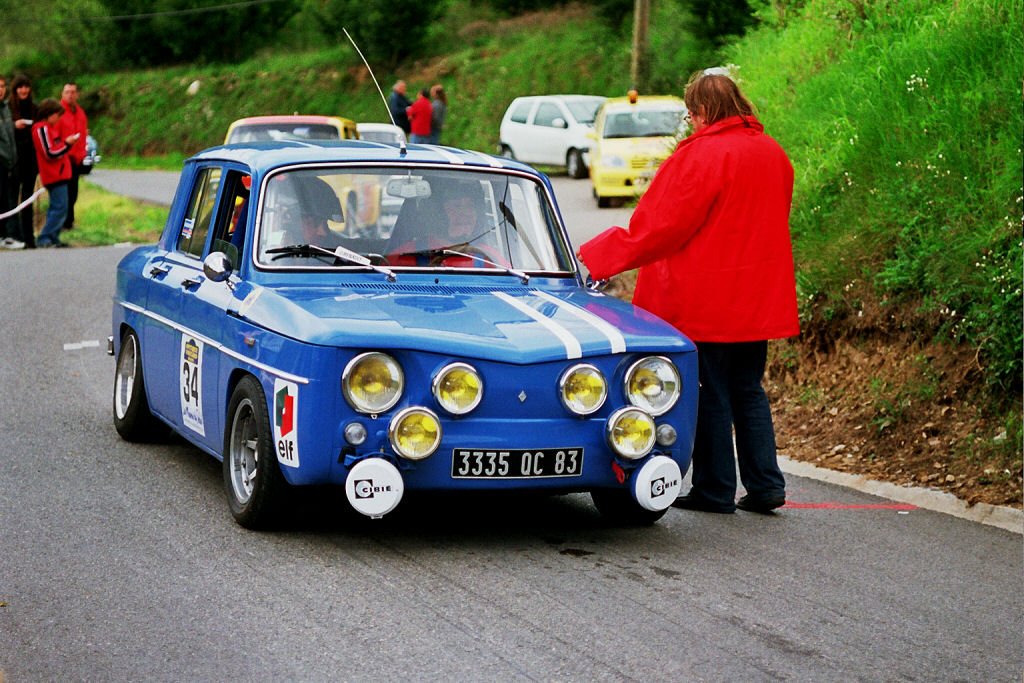
8（ゴルディーニ仕様）

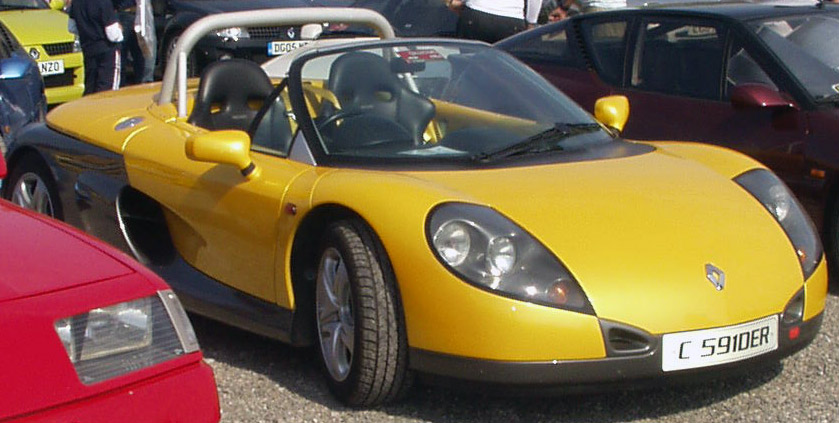
スパイダー

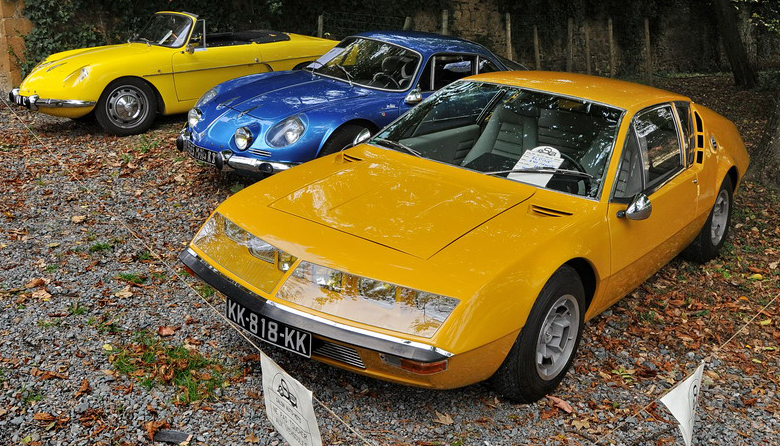
アルピーヌA310/A110/A108

- 4CV
- 6CV（フランス語版）（KJ（フランス語版）、MT（フランス語版）、NN（フランス語版））
- 16CV
- 20/30CV
- 40CV
- 3（トロワ）
- 4（カトル）
- 5（サンク）
- 6（シス）
- 7 (en)（シエテ）
- 8（ユイット）
- 9（ヌフ）
- 10（ディズ）
- 11（オンズ）
- 12（ドゥーズ）
- 14（キャトルズ）
- 15（キャーンズ）
- 16（セーズ）
- 17（ディセット）
- 18（ディジュイット）
- 19（ディズヌフ）
- 20（ヴァン）
- 21（ヴァンティアン）
- 25（ヴァンサンク）
- 30（トラント）
- AG
- ビバ
- アヴァンタイム
- エクスプレス
- カラベル
- サフラン
- ジュヴァキャトル
- ルノースポール・スパイダー
- トリノ (IKA→IKAルノー→ルノー)
- ドーフィン
- フエゴ
- フレガート
- ロデオ
- ヴェルサティス
- ウインド
- ラグナ/ラグナクーペ
- ラティテュード/サフラン
- モデュス
- パルス
- スカラ

### アルピーヌ
- A106
- A108
- A110
- A210
- A310
- A410
- GTA/V6 GT（日本名：V6 ターボ）
- A610

## ルノーと日産の共通のプラットフォーム
1999年に傘下におさめた日産自動車の間に構築されたアライアンス関係に基づき、近年発売された両社の小・中型車の多くが共同で開発した車台やエンジニアリングアーキテクチャを積極的に導入している。これらの車種の多くは、車台だけでなくエンジンやトランスミッションなどの主要部品も共用している。

## モータースポーツ

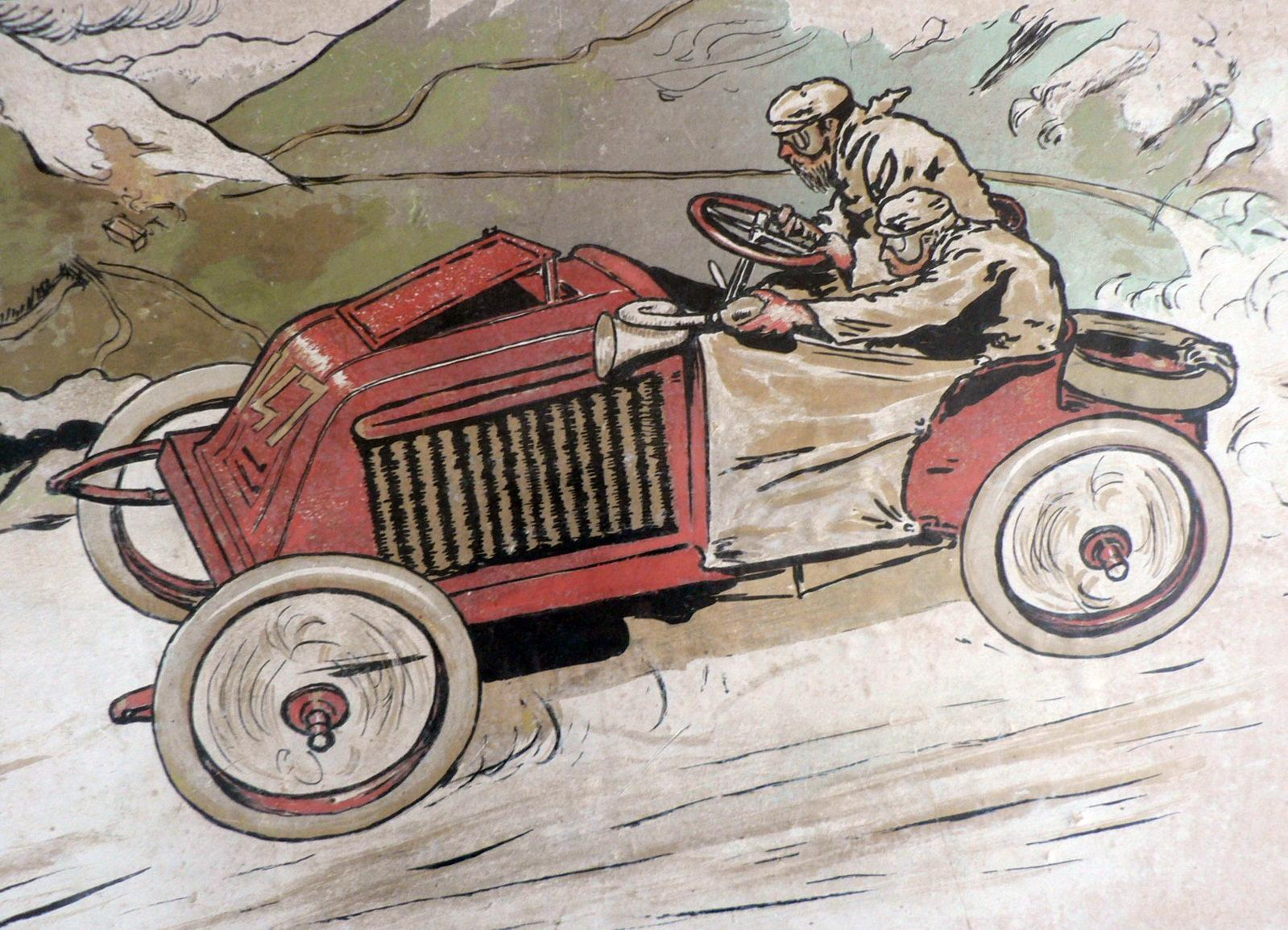
1902年パリ－ウィーンレースでのマルセル・ルノー車を描いたイラスト。35HPのルノー14CVは、最大125km/hの俊足と、操縦性が重要な山道での軽快さを武器に激戦を制した。

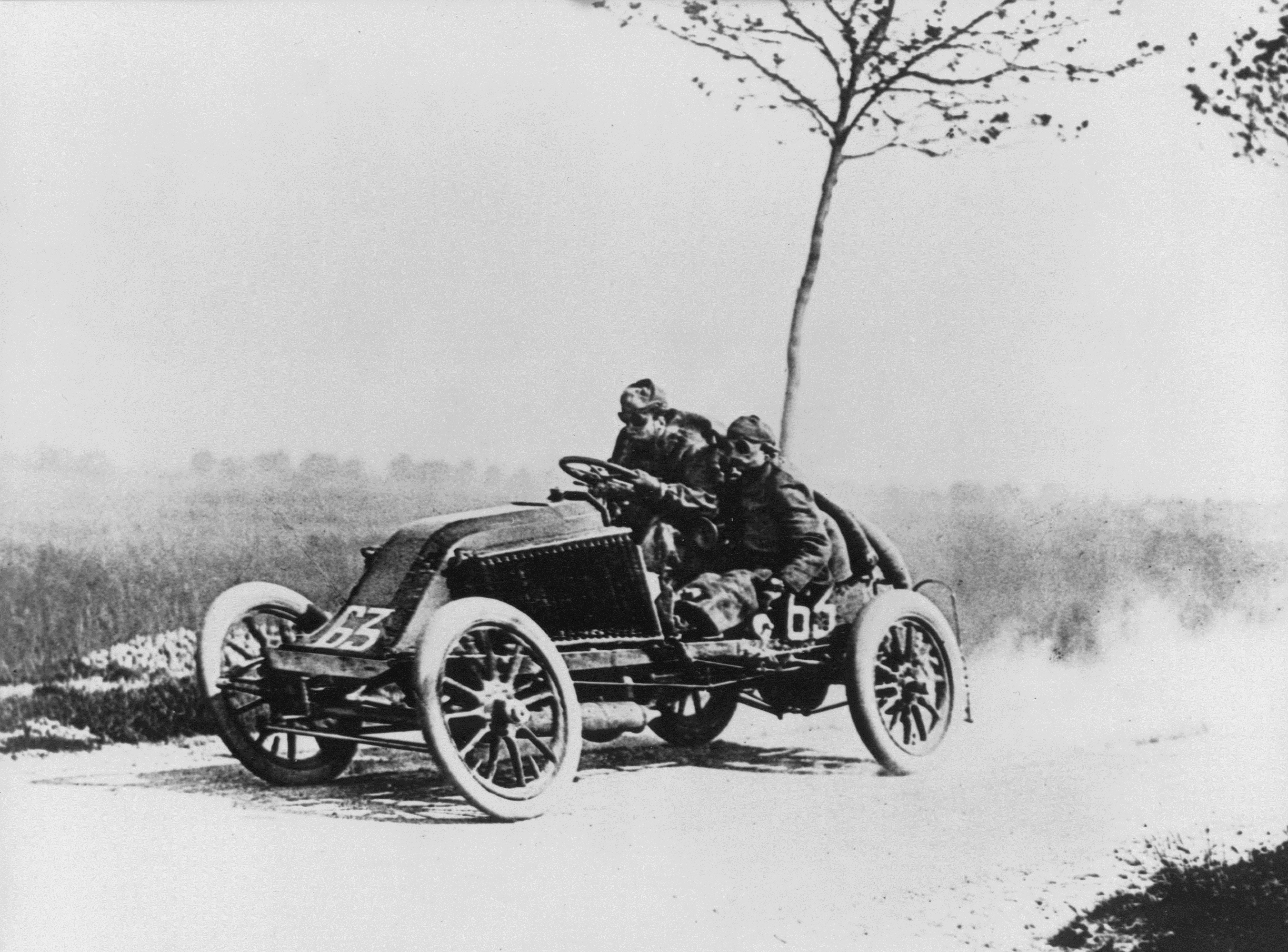
1903年のパリ－マドリッドレースにおけるルノー30CV（マルセル・ルノー搭乗車）。当時のカメラシャッターでは高速で疾走する車両撮影に制約があり、タイヤ回りなどの画像が歪んでいる。

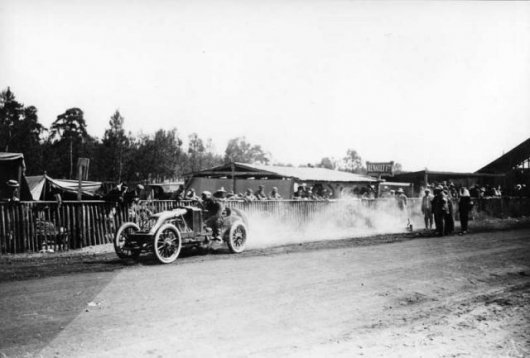
F・スジズの90CVルノー（1906年フランスGP）

ルノーは創業当初から技術向上を目的に、モータースポーツへの参加を積極的に行った。
モータースポーツ史の黎明期、1890年代末期から1900年代初頭のヨーロッパで多く開催された公道レースでは、開発者のルイ・ルノー自身と兄マルセル・ルノーが、自ら運転する競技用車で多くの勝利を勝ち取り、名声を獲得している。
1899年から1901年にかけては、ド・ディオン・ブートン製の単気筒エンジンを搭載したヴォワチュレット車でさまざまな長距離レースに参戦した。当初3.5HPから最終的にも8HPに過ぎない非力ながら、軽さとタフネスさを活かし、多くのレースで完走して軽量車クラスで上位を独占した。1,000キロを超える長距離レースでも4気筒・7L〜10Lの怪物的なクラスに属するハイパワーなパナールやモールなどに伍して活躍、クラス優勝・上位入賞を達成している。これらのレースではルイも大いに健闘したが、兄マルセルがそれ以上の成績を収めた。
ルノー車はさらに強豪がひしめく上級クラスにも進出した。特筆すべきは1902年6月に開催された1,700キロのパリ－ウィーンレースでの活躍である。後半オーストリアの山道を行く過酷な山岳コースで激戦が展開されたが、4気筒3.7L中型車の14CVルノーに搭乗したマルセル・ルノーは、7番手だったザルツブルクからの最終区間で、先頭にいたアンリ・ファルマン搭乗の13.7Lパナールを含む強力な大排気量車6台すべてに競り勝ってトップでウィーンに到着、総合優勝した（ルイも同型車で参戦し、途中で他車とクラッシュして61位まで後退しながらも、壊れかけた車を操り20位まで回復して完走した）。
また史上初のグランプリレースである1906年フランスグランプリにもルノーは13L・105HPの「90CV」レーサー3台を参戦させており、うち「3A」車に搭乗したフェレンク・スジズ（Ferenc Szisz、1877 - 1944）が、ルマンの周回コース（2日間で累計1,248キロ）を12時間46分台、平均101km/hで走破、同時期の強豪フィアットを下して優勝した。このフランスGPではマシーン自体の高性能・高出力に加え、後輪に当時最新鋭のミシュラン式脱着ホイールを採用したことでタイヤ交換時間の大幅短縮に成功、以後の脱着ホイール普及の端緒となった。
しかし、それらの勝利の一方で、当時のヨーロッパにおける最高峰の公道レースのひとつとなった1903年5月24日スタートの「パリ－マドリッドレース」では、参加したマルセル・ルノーが操縦ミスで事故死するという悲劇も起こっている（このレースの実態は、路上まで観客の溢れる未舗装の公道で重量レーサー群による130km/h超の接戦が展開されるという危険極まりないもので、他にもドライバーや観客に多数の死傷者が生じ、5月24日の複数の事故で累計死者8人を数える未曽有の「死のレース」となった。事態を危惧したフランス政府は途中のボルドーでレースを中止させ、以後、自動車競技はクローズドサーキットを中心に実施されるようになる）。ルイ・ルノーもこのレースに参加、ボルドーでの中止時点でフェルナン・ガブリエルに次ぐ2位につけていたが（パリからの公道552キロをガブリエルのモールZが5時間13分台、ルイの30CVルノーは5時間29分台と、ともに100km/h超の驚異的ペースで走破していた）、マルセルの死に深く落胆したルイは、これを最後に自らレースに参戦することを止めた。
1909年を最後にモータースポーツへの参戦は控えられるようになり、第二次世界大戦前まで、市販モデルをベースにした速度記録・連続走行記録などのレコード達成挑戦が散発的に行われるにとどまった。
第二次世界大戦後には国有企業となりながらも、1940年代末期からアルピーヌやゴルディーニなどのチューナーを通じ、ル・マン24時間レースやラリーなどに積極的に参戦した。1973年に、それまでルノーの準ワークスチーム的存在であったアルピーヌを買収してモータースポーツ関連子会社のルノー・スポールを設立。以来、F1、ル・マン24時間レースなどの耐久レース、ラリーなどさまざまなカテゴリーで活躍を繰り広げ、1978年にはル・マン24時間レース、2005年と2006年には2年連続でF1のコンストラクターズとドライバーズの両タイトルを獲得するなどしている。
自社チームによりレースに参戦するだけではなく、ワンメイクレースの開催やフォーミュラ・ルノーなど若手レーシングドライバーの育成プログラムの充実などを通じてモータースポーツの振興にも力を入れている。
なおルノー・スポールは、2021年5月1日をもって「アルピーヌ」ブランドと統合され、ルノーにおけるモータースポーツ部門は「アルピーヌ」ブランドに一本化されることになり「ルノー・スポール」の名称は消滅した。

### フォーミュラ1

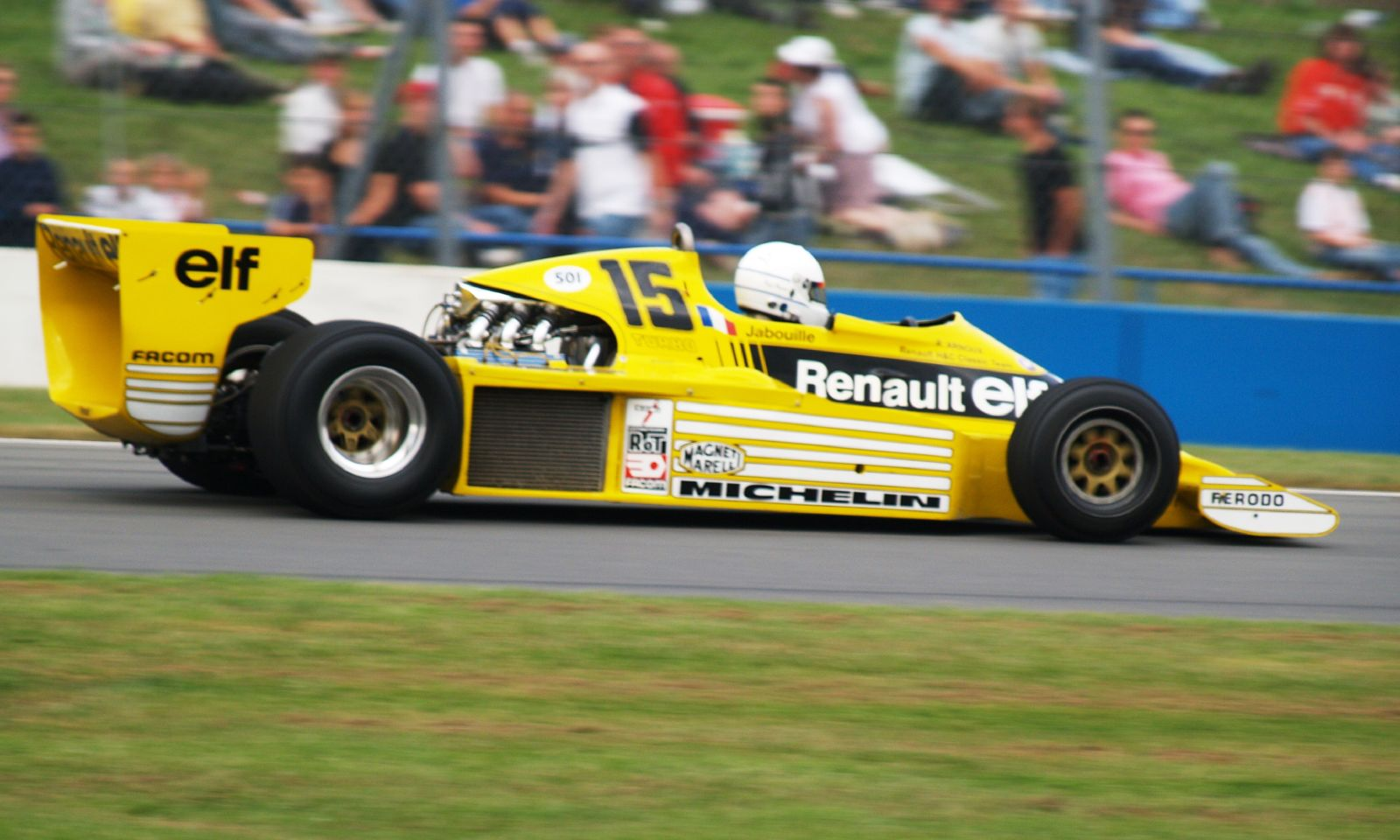
RS01（1977年）

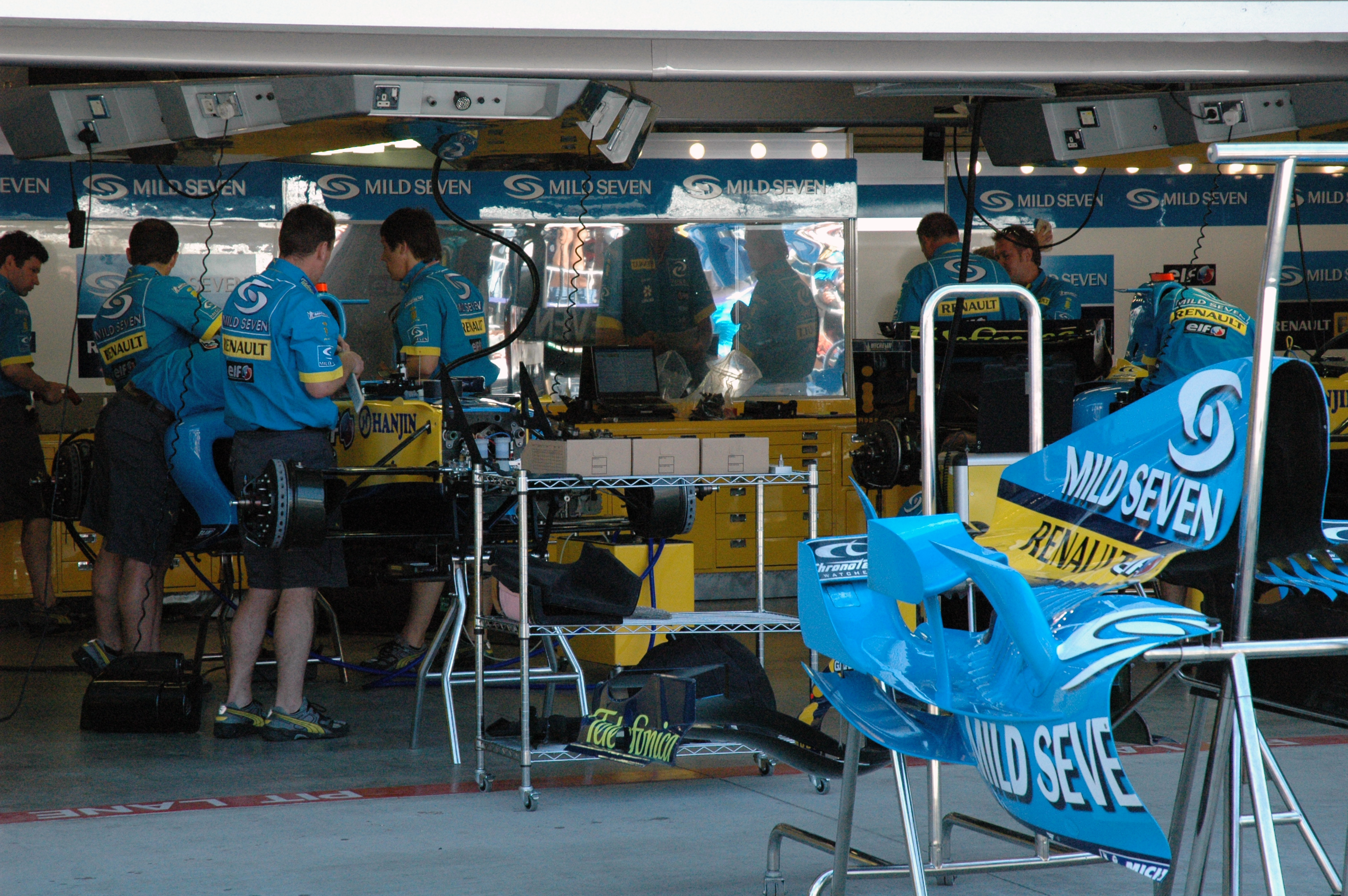
ルノーF1チームのピット（2005年）

#### 革新的技術の積極的導入
1977年にはFIAフォーミュラ1世界選手権に、史上初の1.5ℓV6ターボチャージャーエンジンを搭載した車体でフルコンストラクター（車体もエンジンも自社で製作するチーム）として参入した。
当初は苦戦するものの、まもなく高い戦闘力を発揮し数々の勝利を挙げた。1980年代中盤までルノーチームとして参戦したあと、1989年から1997年までエンジンサプライヤーとして、2002年以降は再びフルコンストラクターのルノーチームとして参戦し、さらに複数のチームにもエンジンを供給している。
これら3期いずれも強豪の一角に名を連ねたが、参戦のたびにターボエンジン、ニューマチックバルブ、低重心広角エンジンといった革新性のある技術コンセプトを投入しており、単なる強豪にとどまらない影響を及ぼしている存在でもある。

#### 2年連続チャンピオン
長らく低迷していたベネトンチームを買収して誕生したルノーチームだが、この再建をも果たし、特に2005年以降はチャンピオンタイトルを争い、フェラーリやマクラーレンといったライバルを凌駕し、2005年と2006年の2年連続でコンストラクター（製造者）部門とドライバー部門（フェルナンド・アロンソ）の両タイトルを獲得した。

### ラリー競技
ラリーで大衆車ベースとして投入される1960年代よりドーフィン、4、以降の世界ラリー選手権時代に入るまでは8、12、17をゴルディーニ仕様として投入、1972年、Gr.4マシンであるアルピーヌ・A110の投入、ジャン＝クロード・アンドリューの活躍により、ライバルのポルシェはフェードアウト気味であったがフィアット、ランチア、フォード、BMCを凌駕。1973年WRCマニュファクチャラーズタイトルを獲得する。以降、選手権が再開され、ランチア・ストラトスが席巻するようになってからはA310の熟成に時間を費やし、下のグループで走らせていた5をアルピーヌ仕様へ進化させ、80年代のグループB時代に入り5ターボマキシへと進化していくとFF車使いでもあるジャン・ラニョッティ、ブルーノ・サビーらの活躍により激しいトップ〜中堅争いを繰り広げる。それが過ぎ90年代に入るまでにはルノー・クリオを投入する。
1970年代後半のERAヨーロッパラリークロス選手権にもA110は投入され、ヴィック・クォイトフが駆り、並居るポルシェ・911と中堅争いを繰り広げている。

## 広告・ブランド

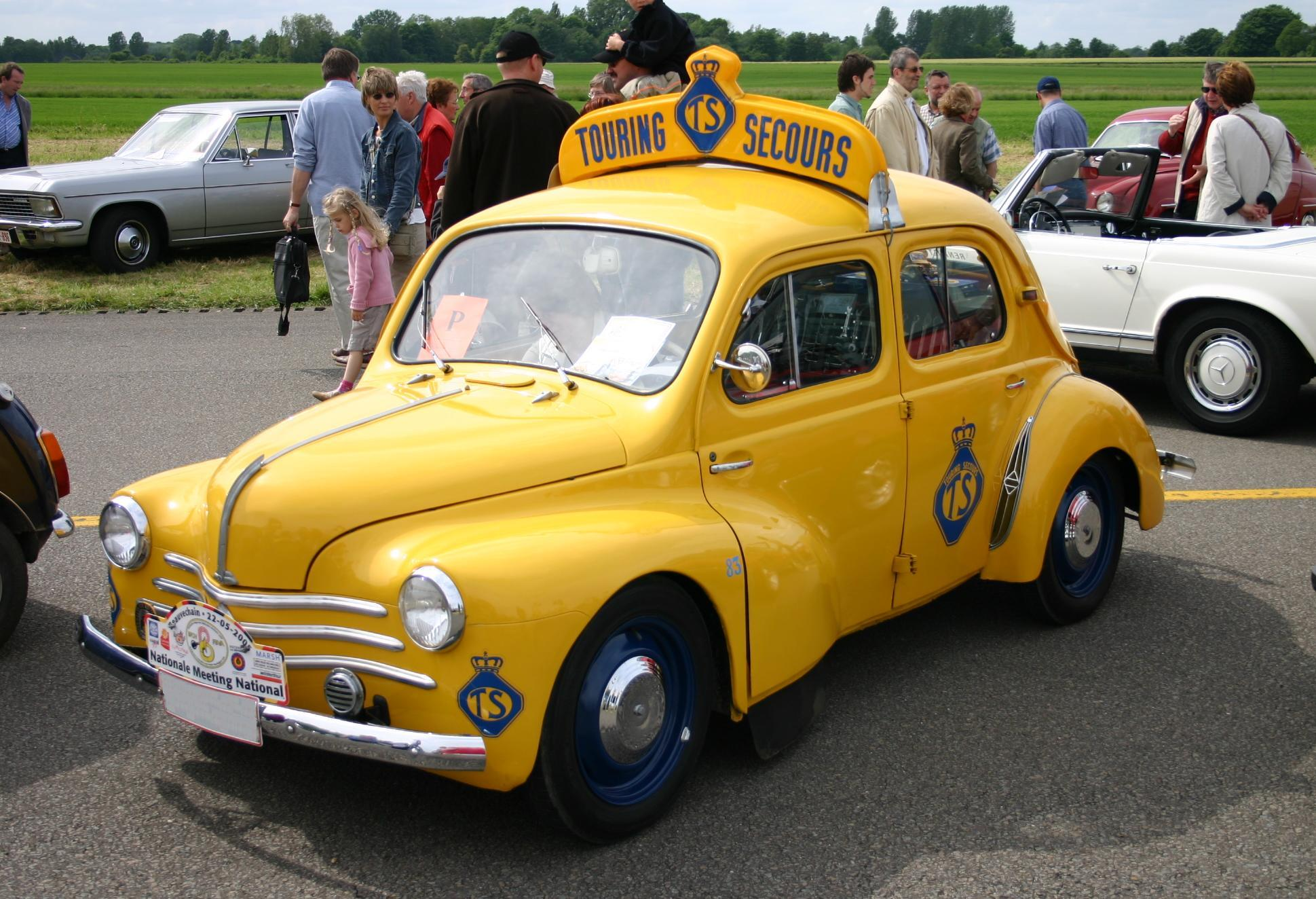
4CV

フランスの自動車会社の例に漏れず古くから広告に力を入れていることで知られており、グローバル担当広告代理店であるパブリシスとの長年の関係のもと、1972年の5（サンク）のデビュー時の広告キャンペーンなど、広告史に残る有名な広告をいくつも世に送り出している。

### コーポレートカラー
マスタードイエローと呼ばれる濃い黄色をコーポレートカラーにしており、ロゴマークの背景色となっているほか、モータースポーツに参戦する際などはこの色を基調に白もしくは黒を組み合わせるのが基本である。

### テレビCMに関するエピソード
2006年ころにドイツの広告代理店により制作され、ドイツをはじめとする複数の国で放映されたテレビCM（日本においてもルノー・ジャポンのウェブサイト上で公開された）には、ルノー車の安全性をアピールするために以下に示すような奇抜な内容のものがあった。
- 車を食べ物（おもな自動車生産国になぞらえたもの）に置き換えて衝突テストを行った。ソーセージ（ドイツ車）・巻き寿司（日本車）・クネッケブレード（乾パンの一種、スウェーデン車）が次々と「大破」していく中、フランスパン（ルノー車）だけは先端が一瞬ひしゃげつつもほぼ無傷で終わり、ラストにもこのフランスパンが登場していた。
- 砂漠の中、シルバーに塗られたさまざまなルノー車が隊列を組み、かつてのいすゞ・ジェミニのCM（「街の遊撃手」シリーズ）のように踊るようなアクロバット走行をするが、ドアミラーの接触・破損に始まり、接触や横転などを経て最後は2台がジャンプしながら激しく正面衝突してしまう。しかし、それら満身創痍のルノー車群は、ラストに勢揃いし全車が徐行ながらも動いていた[22]。

## 子会社・提携先など

### 子会社・系列会社
- アルピーヌ
- ルノー・スポール
- ルノーF1
- ルノー・マーチャンダイジング
- ルノー・ジャポン
- DIAC（ファイナンス）
- ルノーコリア
- ダチア
- アフトヴァース

### 提携先・その他
- 日産自動車 - ただしルノー・日産・三菱アライアンスには所属している。
  - 三菱自動車工業 - 日産自動車の傘下。
- ボルボ（商用車）
  - ルノートラック - かつての子会社。現在はボルボ（商用車）の子会社。
- イリスバス - ルノーのバス部門をフィアット、イベコとともに統合。現在は資本関係が解消されている。
- ベタープレイス
- ダイムラー - 現在は資本関係が解消されている。